# Polinizador

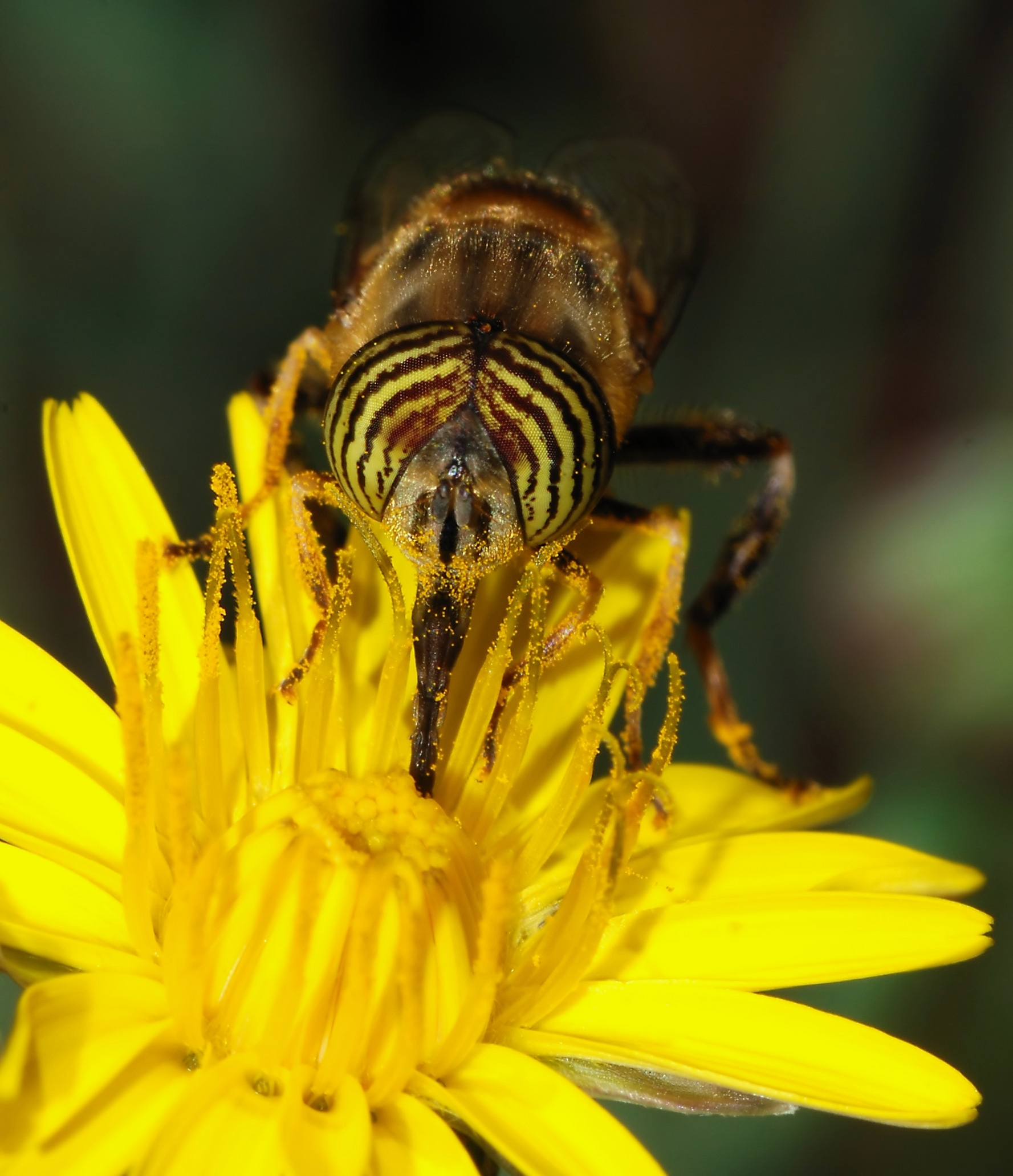
Uma mosca sirfídea (Eristalinus taeniops) polinizando uma flor de Hieracium sp.

Polinizador é um vetor animal - fator biótico - responsável pela transferência de pólen das anteras de uma flor masculina para o estigma de flores femininas, acidentalmente ou não, permitindo que aconteça a união do gameta masculino presente no grão de pólen com o gameta feminino do óvulo, processo conhecido como fecundação ou singamia. A consequência esperada é a produção de semente(s) fértil(eis).
A polinização realizada por vetor biótico, biofilia, é responsável por 80% de todos os tipos de polinização, sendo muito importante para a agricultura e a biodiversidade.
A relação entre os polinizadores e as flores  é mutualística, já que traz benefícios para os dois indivíduos. A planta se beneficia, pois esses polinizadores realizam a polinização cruzada (troca de pólen entre indivíduos diferentes porém da mesma espécie), isso, além de promover a perpetuação da espécie, também gera uma maior variabilidade genética.
Além disso “uma polinização bem feita está diretamente ligada a um melhor rendimento da cultura agrícola, podendo não só levar ao aumento no número de sementes, vagens ou frutos vingados, como também melhorar a qualidade dos frutos (tamanho, peso, aparência, sabor e até elevar os valores nutritivos e o tempo de prateleira) e sementes (percentual de germinação e teor de óleos), além de influenciar positivamente em outras características de importância agronômica, tais como a antecipação e a uniformização no amadurecimento dos frutos, diminuindo as perdas na colheita”. Já os polinizadores se beneficiam, pois a planta produz as chamadas "recompensas florais”, que são substâncias energéticas que garantem a alimentação desses animais. As principais recompensas florais são o pólen, o néctar e óleos essenciais.
- Pólen: é rico em proteínas (16 a 40%), vitaminas (quase todas as conhecidas), lipídeos (1 a 5%), carboidratos (20 a 40%), fibras (3 a 5%) e sais minerais (2,5 a 3,5%).
- Néctar: Basicamente uma solução de água e açúcar, altamente energética. Normalmente essa substância está presente em nectários produzidos pelas plantas.
- Óleos: Algumas plantas produzem e servem de alimento para as abelhas quando imaturas (larvas).

A ação desses polinizadores é de grande importância para a agricultura e, portanto, para a produção de alimentos. As estatísticas frequentemente citadas são de que 75% de espécies de plantas se beneficiam de insetos polinizadores que fornecem um serviço global no valor de $ 215 bilhões para a produção de alimentos. Segundo o 1º Relatório Temático sobre Polinização, Polinizadores e Produção de Alimentos no Brasil a maior parte – 76% - das plantas utilizadas para produção de alimentos no Brasil é dependente do serviço ecossistêmico de polinização realizado por animais. Dessa forma, outro ponto importante para o cultivo de plantas é o manejo adequado de polinizadores, que se trata de uma ferramenta alternativa para diminuir o déficit na polinização natural, que é causado por diversos fatores. O manejo adequado também traz outros benefícios como custos sociais, econômicos e, principalmente, no contexto ambiental contribuindo para a redução do déficit de polinização em agroecossistemas e em ecossistemas próximos.
Devido à sua grande importância, os polinizadores também são valorizados culturalmente pela diversidade biocultural e valores socioculturais, por isso, em alguns países são considerados símbolos nacionais e fonte de inspiração, fazendo parte do folclore mundial (IFBES, 2016).
Algumas espécies de plantas são generalistas, ou seja, apresentam flores preparadas para ser polinizadas por qualquer tipo de animal, assim como há animais capazes de recolher recursos da maior parte das flores. Mas a relação entre polinizadores e plantas pode alcançar níveis de especificidade surpreendentes. Relações muito específicas podem ser observadas em figueiras e orquídeas, por exemplo.

## Síndrome floral
As plantas possuem características próprias que indicam o tipo de polinizador que atraem, conhecidas como Síndrome floral:
- tamanho da flor
- profundidade e largura da corola
- cor, inclusive os padrões chamados Guias de Néctar, que são visíveis apenas sob a luz ultravioleta
- odor
- quantidade e composição do néctar, etc

Por exemplo, os pássaros visitam flores vermelhas com longos tubos estreitos e muito néctar, mas não são tão fortemente atraídos por flores largas, com pouco néctar e pólen, que são mais atraentes aos besouros. Quando essas características são alteradas experimentalmente, alterando cor, tamanho, orientação, a visitação dos polinizadores pode diminuir.
As síndromes florais se baseiam em um conjunto de características que podem ser utilizadas para prever o grupo de polinizadores que irão atuar naquela planta. Essa relação se dá porque diferentes polinizadores pela suas características naturais se sentem mais atraídos por determinados padrões. É importante lembrar que essa relação não é uma regra, já que por exemplo , uma mesma síndrome pode atrair diferentes polinizadores ou então o mesmo animal pode ser atraído por diferentes síndromes. Portanto pode ser utilizada como primeiro parâmetro de predição mas não é uma relação extremamente específica.
| POLINIZADORES       | POLINIZADORES       | CARACTERÍSTICAS FLORAIS | CARACTERÍSTICAS FLORAIS                  | CARACTERÍSTICAS FLORAIS  | CARACTERÍSTICAS FLORAIS            |                          |
| GRUPO               | PERÍDO DE ATIVIDADE | ANTESE                  | COR                                      | ODOR                     | RECURSOS                           | SÍNDROME                 |
| ------------------- | ------------------- | ----------------------- | ---------------------------------------- | ------------------------ | ---------------------------------- | ------------------------ |
| Besouros            | Diurno ou noturno   | Diurno ou noturno       | Pálida. Esverdeada, branca e creme       | Suave ou forte           | Partes florais como corola estames | Cantarofilia             |
| Moscas              | Diurno              | Diurno                  | Pálida, roxa                             | Suave ou forte (pútrido) | Néctar e polén                     | Miiofilia/sapromiiofilia |
| Abelhas             | Diurno              | Diurno                  | Viva, exceto vermelho                    | Suave                    | Néctar, pólen, óleos e resinas     | Melitofilia              |
| Borboletas          | Diurno              | Diurno                  | Viva                                     | Suave                    | Néctar                             | Psicofilia               |
| Mariposas           | Noturno             | Noturno                 | Pálida                                   | Forte adocicado          | Néctar                             | Esfingofilia/Falenofilia |
| Formiga             | Variado             | Variado                 | Variado                                  | Variado                  | Néctar                             | Mirmecofilia             |
| Aves (beija-flor)   | Diurno              | Diurno                  | Viva; principalmente vermelho ou amarelo | Não precisa              | Néctar                             | Ornitofilia              |
| Mamíferos (morcego) | Noturno             | Noturno                 | Pálida, principalmente branca            | Forte                    | Néctar                             | Quiropterofilia          |

## Tipos de polinizadores

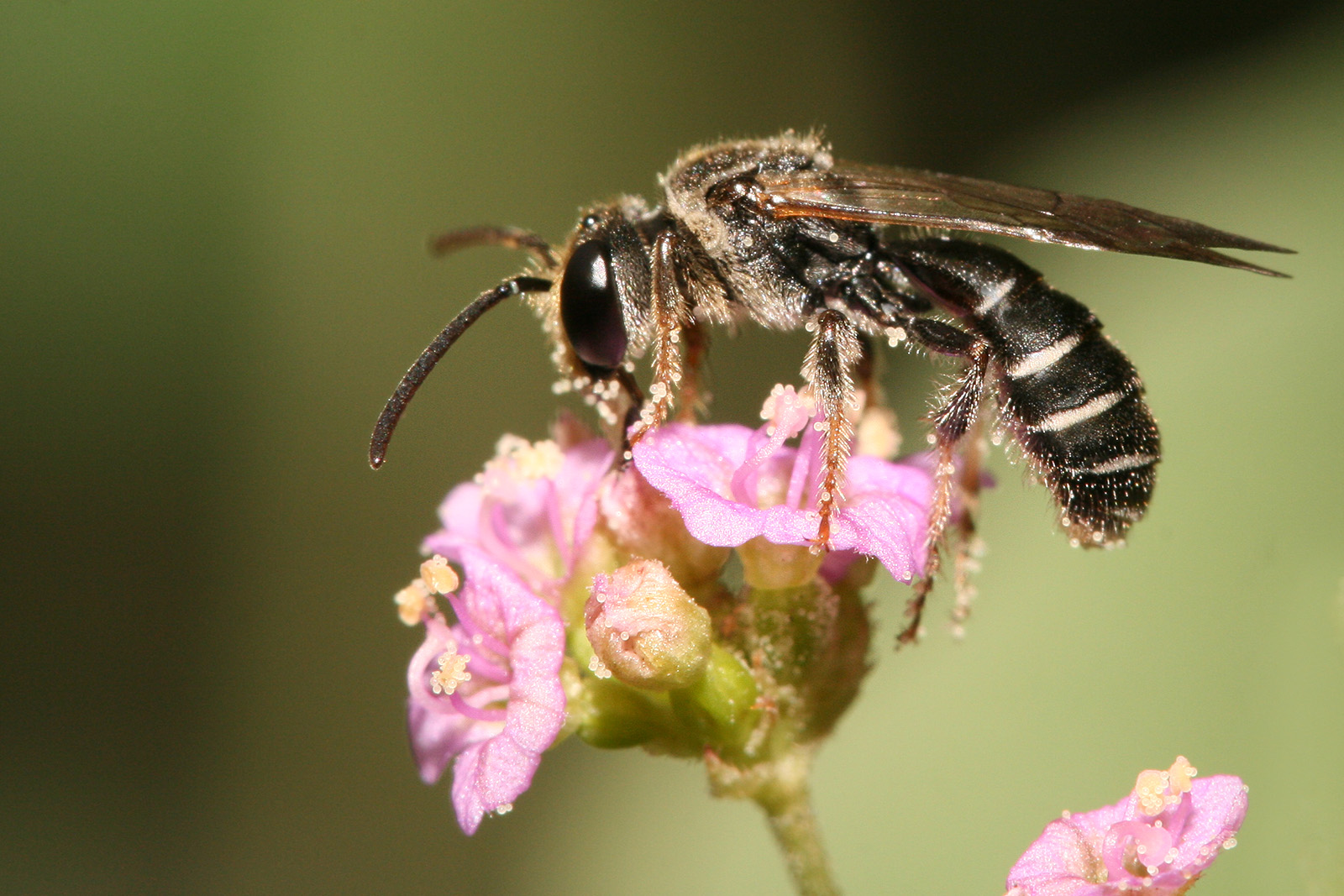
Abelha do gênero Lipotriches sp. polinizando flores.

A polinização pode ser dividida em vetores abióticos e bióticos:
- Abióticos: Anemofilia, por vento; hidrofilia, por água.
- Bióticos: Cantarofilia, por besouros; miiofilia/sapromiiofilia, por moscas; melitofilia, por abelhas; psicofilia, por borboletas; esfingofilia, por mariposas grandes; falenofilia, por mariposas pequenas; mirmecofilia, por formigas; ornitofilia, por pássaros e quiropterofilia, por mamíferos.

A vasta maioria dos polinizadores pertence a um dos quatro maiores grupos de insetos: Hymenoptera (abelhas, vespas e formigas), Diptera (moscas e mosquitos), Lepidoptera (borboletas e mariposas) e Coleoptera (besouros); mas alguns insetos polinizadores pertencem a outras ordens. Finalmente, há vários pássaros, mamíferos que atuam como polinizadores, especialmente em regiões tropicais e até alguns répteis e moluscos.
Os seres humanos também são polinizadores em alguns casos de necessidade de intervenção humana para produção de, por exemplo, cucurbitáceas.

### Abelhas
Os polinizadores mais reconhecidos são as várias espécies de abelhas, que são claramente adaptadas à polinização. As Abelhas são dispersores típicos e carregam carga eletrostática; ambos os recursos ajudam os grãos de pólen aderirem aos seus corpos. Além disso, possuem estruturas especializadas em transportar pólen que, na maioria das abelhas, assume a forma conhecida como escopa, que fica por trás da perna da maioria das abelhas e/ou no abdômen inferior (por exemplo, da família Megachilidae, composto de cerdas plumosas e espessas. Abelhas melíferas, zangões e outros componentes da colmeia não possuem escopa, mas a perna é alterada em uma estrutura chamada de corbícula, também conhecida como "Cesta de Pólen".
A maioria das abelhas reúne néctar, fonte de energia concentrada, e pólen, grande fonte de proteínas, para alimentar suas larvas e, sem saber, transferir alguns entre as flores que estão trabalhando. Como as abelhas precisam de uma abundante e constante de pólen, às vezes concorrem com a fecundação das plantas, levando-as a desenvolverem uma grande adaptação morfológica ou química para impedir que as abelhas esgotem todo o pólen.
Na cultura do maracujá, as mamangabas são abelhas de vital importância para a produção de frutos.

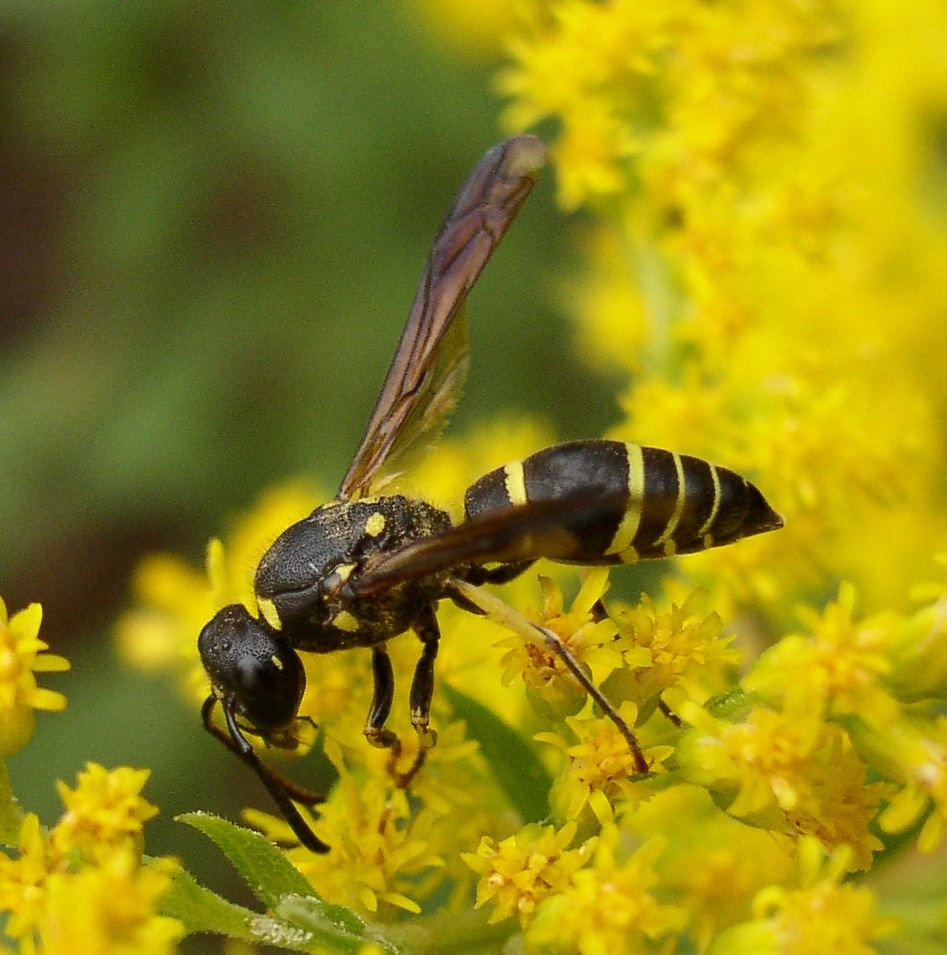
Vespa da espécie Ancistrocerus antilope.

### Vespas
A diferença das larvas das abelhas com as das vespas, é porque estas últimas se alimentam principalmente de insetos e/ou aranhas. Contudo, as vespas também visitam muitas flores para sugar o néctar pelo seu valor energético, tanto as parasitas como as "verdadeiras" vespas como as das famílias Sphecidae e Vespidae.
Há alguns exemplos de coadaptação, como as vespas especializadas que visitam as orquídeas do gênero Ophrys e aquelas em que a pequena fêmea penetra em um pequeno figo, cujo interior se encontram numerosas e diminutas flores, põe seus ovos em algumas das futuras sementes e visita ao outros frutos depositando o pólen trazido das já visitadas.

### Formigas

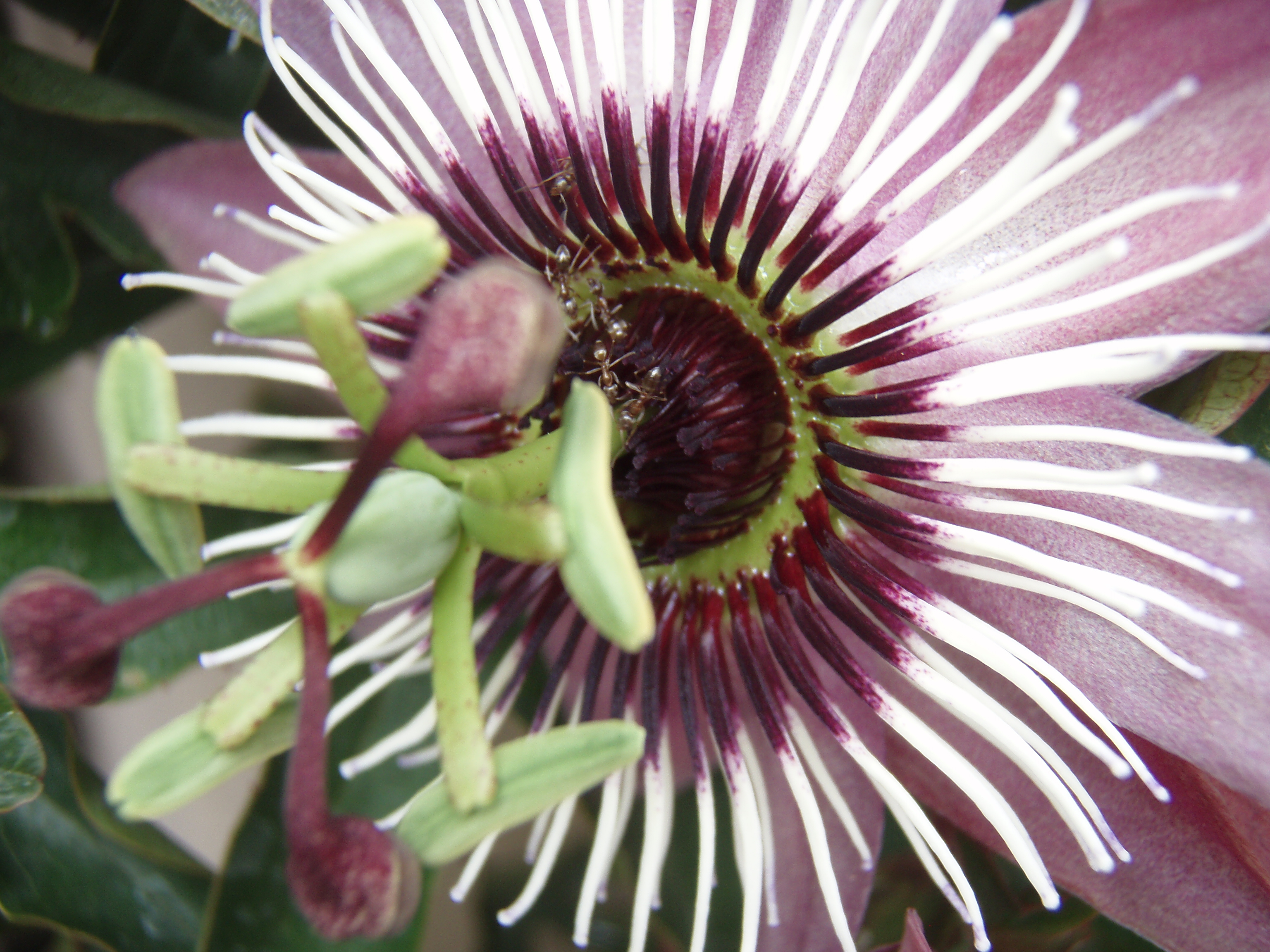
Formigas em flor de Maracujá.

As formigas são insetos sociais que vivem em colônias; visitam flores frequentemente e sugam néctar. Porém muito poucas são polinizadoras; as operárias não têm asas para ir mais longe e raramente visitam plantas diferentes, somente em alguns casos de plantas rasteiras, como algumas euforbiáceas, para realizar a polinização cruzada.

### Moscas

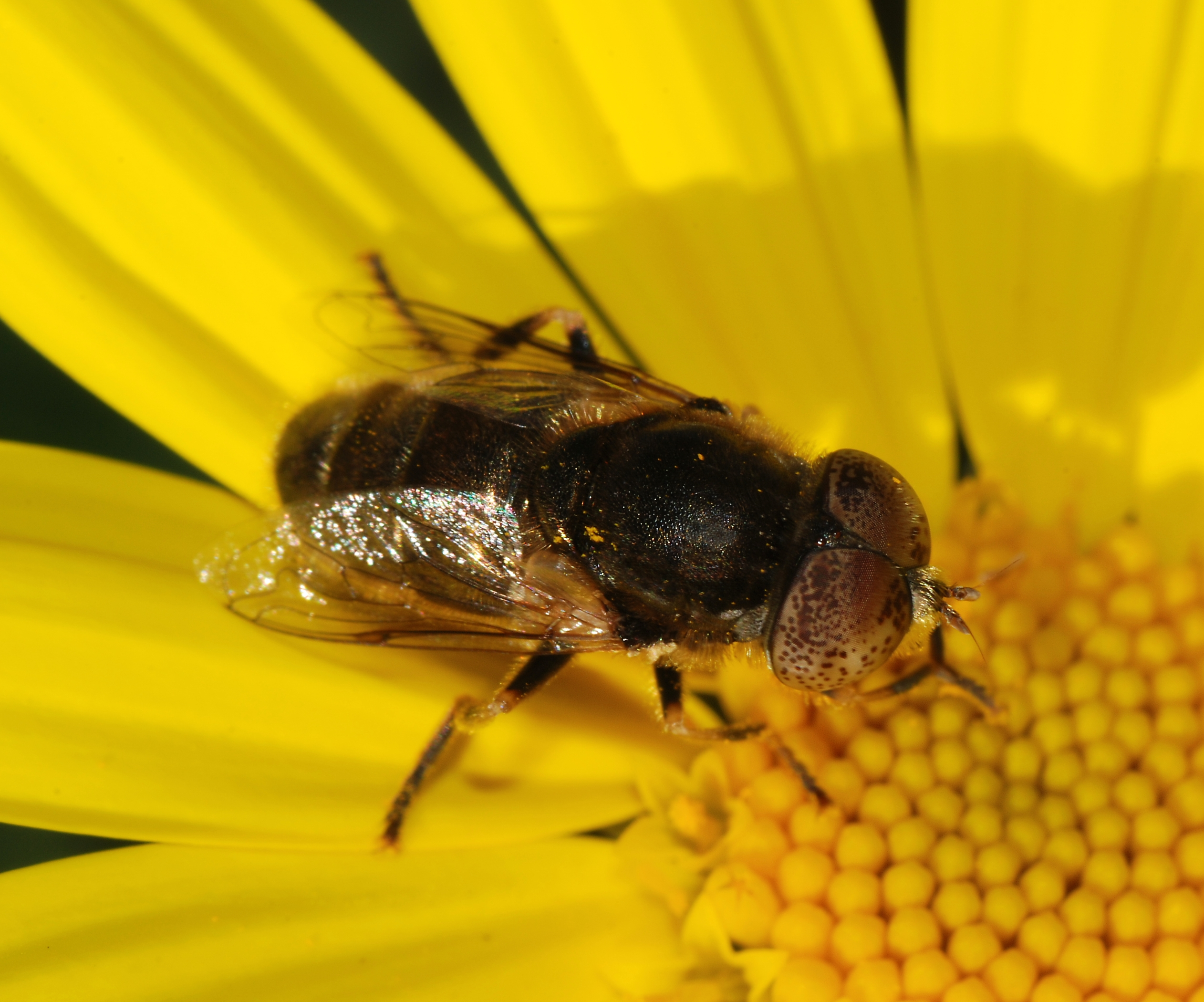
Mosca das Flores (Eristalinus aeneus).

Há muitas moscas e mosquitos que são polinizadores, especialmente as moscas da família Syrphidae. Visitam flores com a corola aberta, principalmente pelo néctar, mas também pelo pólen, com destaque as fêmeas que precisam de proteína para a maturação de seus ovos. Não são bem adaptadas à polinização como as abelhas, nem tão velozes e com órgãos específicos para o transporte, mas conseguem polinizar em alguns casos.
As moscas das famílias Empididae e Bombyliidae, especialmente estas últimas, têm uma longa probóscide que as permite chegar ao néctar de flores tubulares e profundas, sendo importantes polinizadoras de tais flores.
Certas plantas estão adaptadas exclusivamente à polinização por moscas, atraindo-as com mutualismo, pois exalam odores e têm cor e aparência de carne podre, neste caso, Mosca-varejeira. Há outras flores que exalam cheiro de fungos, atraindo outro tipo de moscas. As flores do cacau são polinizadas por pequenas moscas da família Ceratopogonidae.
Algumas moscas macho do gênero Bactrocera são polinizadores exclusivos de algumas orquídeas do gênero Bulbophyllum, que contêm um atrativo químico específico em sua fragância floral.

### Borboletas e mariposas

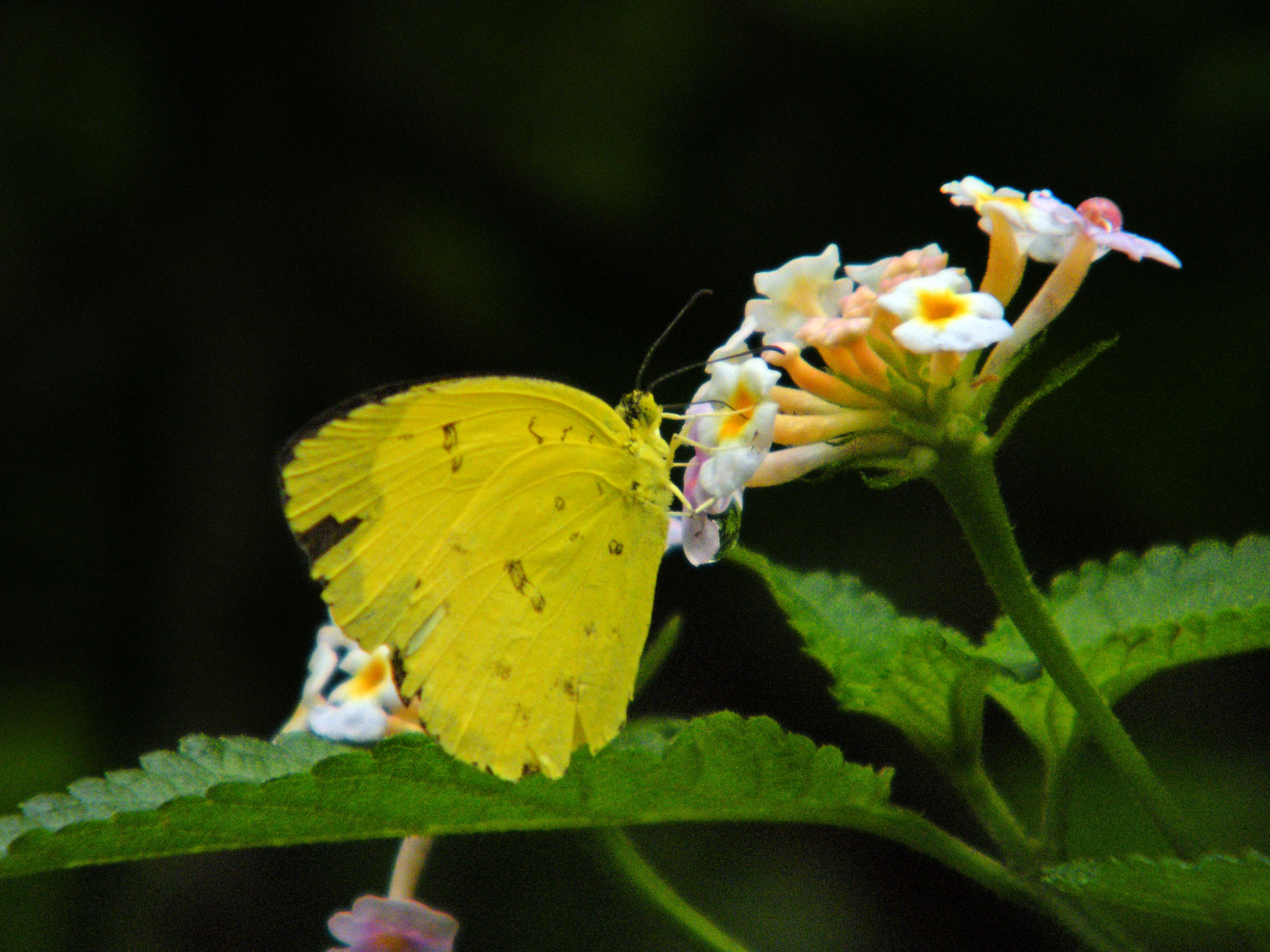
Borboleta em uma Verbenaceae.

Muitos lepidópteros são polinizadores, em geral, de flores tubulares, que são adaptadas ao aparato bucal dos mesmos. Seus órgãos bucais formam um longo tubo especializado para sugar o néctar das flores, haja vista que os indivíduos adultos não podem comer alimentos sólidos. Somente umas poucas espécies de mariposas podem também se alimentar de pólen, mas somente depois de dissolver seus nutrientes com o néctar e absorvê-los como líquidos. Algumas mariposas diurnas polinizam flores de plantas como Lonicera e Syringa.
As mariposas noturnas polinizam flores que se abrem à noite, ao entardecer ou ao amanhecer, como plantas das famílias Convolvulaceae e Caryophyllaceae. As famílias de mariposas noturnas Noctuidae, Geometridae e Sphingidade contém muitas espécies polinizadoras. Espécies de mariposa, por exemplo a Tegeticula maculata, depositam deliberadamente grãos de pólen sobre o estigma das flores de Yucca para que, após a eclosão dos ovos no interior do ovário, suas larvas se alimentam das sementes do fruto.

### Besouros

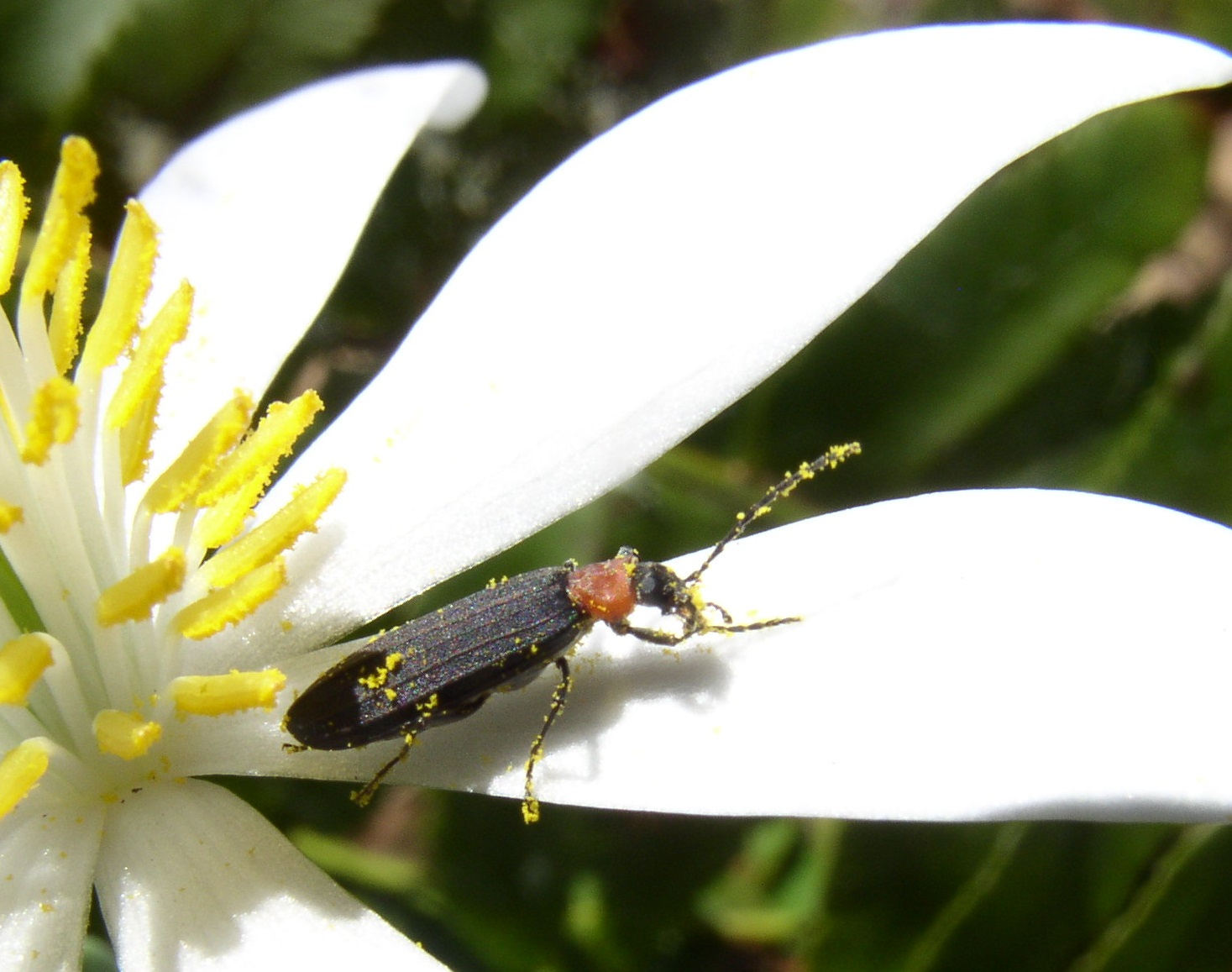
Besouro Asclera ruficollis cheio de pólen.

Os besouros estão menos adaptados à polinização do que outros insetos, pois suas peças bucais são mastigatórias e não são adequadas para sugar néctar. Contudo, são importantes polinizadores de certas plantas, especialmente em regiões tropicais ou de clima quente e árido. às vezes, causam grandes danos às flores quando a visitam, porém óvulos de flores polinizadas por besouros são bem protegidos. Entre as plantas polinizadas por besouros estão as papoulas, magnólias e os nenúfares.

### Outros insetos
Outras ordens de insetos, por exemplo Thysanoptera (tripes), também polinizam flores, mas o fazem muito raramente.

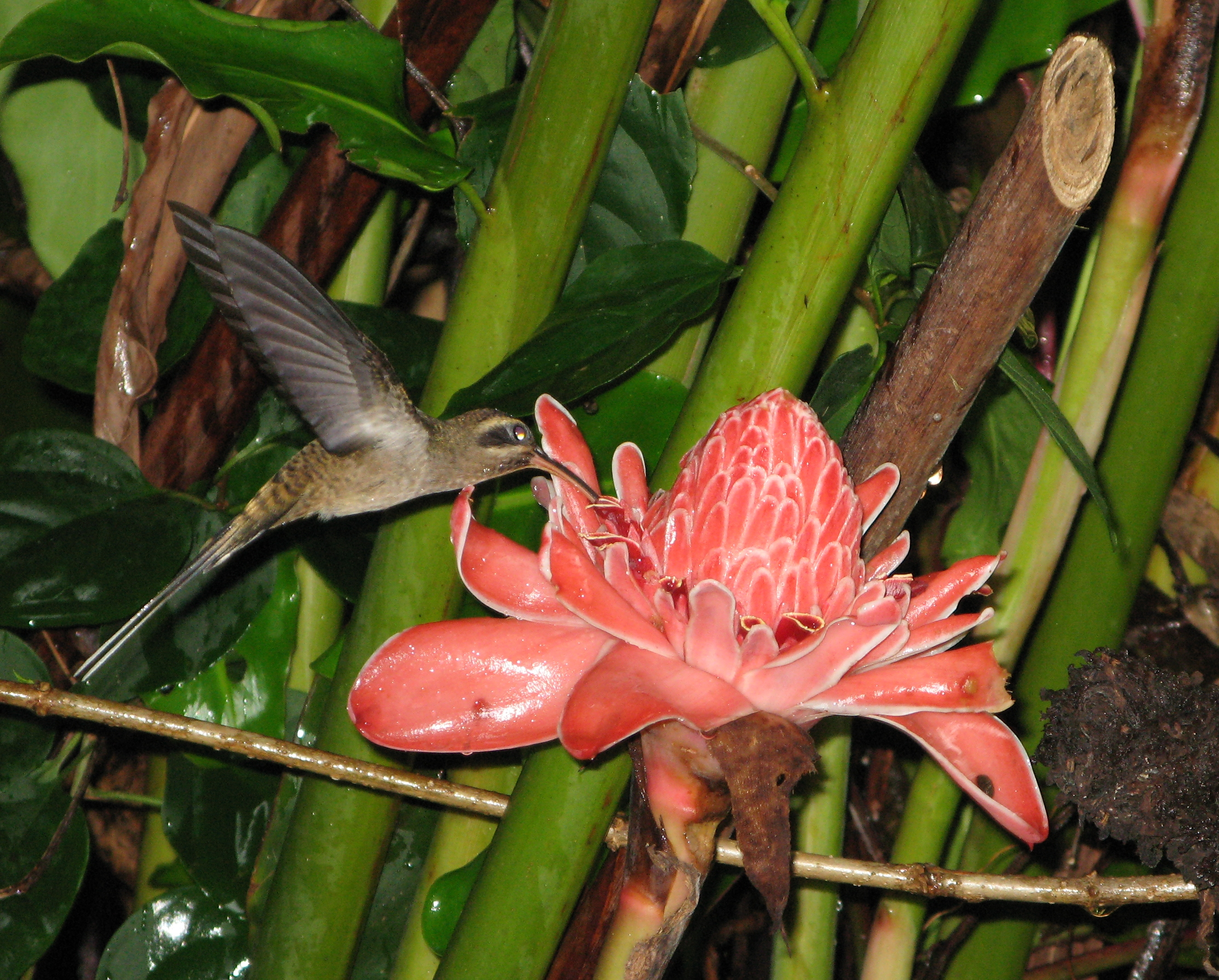
Beija-Flor da espécie Phaethornis longirostris em um Bastão-do-Imperador.

### Moluscos
Conhecida como malacofilia, há polinização por vários tipos de lesmas que, ao comerem os estigmas o pólen adere ao seu corpo.

### Aves
Entre as aves, os polinizadores mais comuns, principalmente na América Tropical, são os beija-flores, cujos bicos e línguas estão adaptados a beber o néctar das flores tubulares ou em forma de trombeta.
Os melífagos da Austrália e Nova Zelândia e os pássaros-sol da África também são polinizadores.

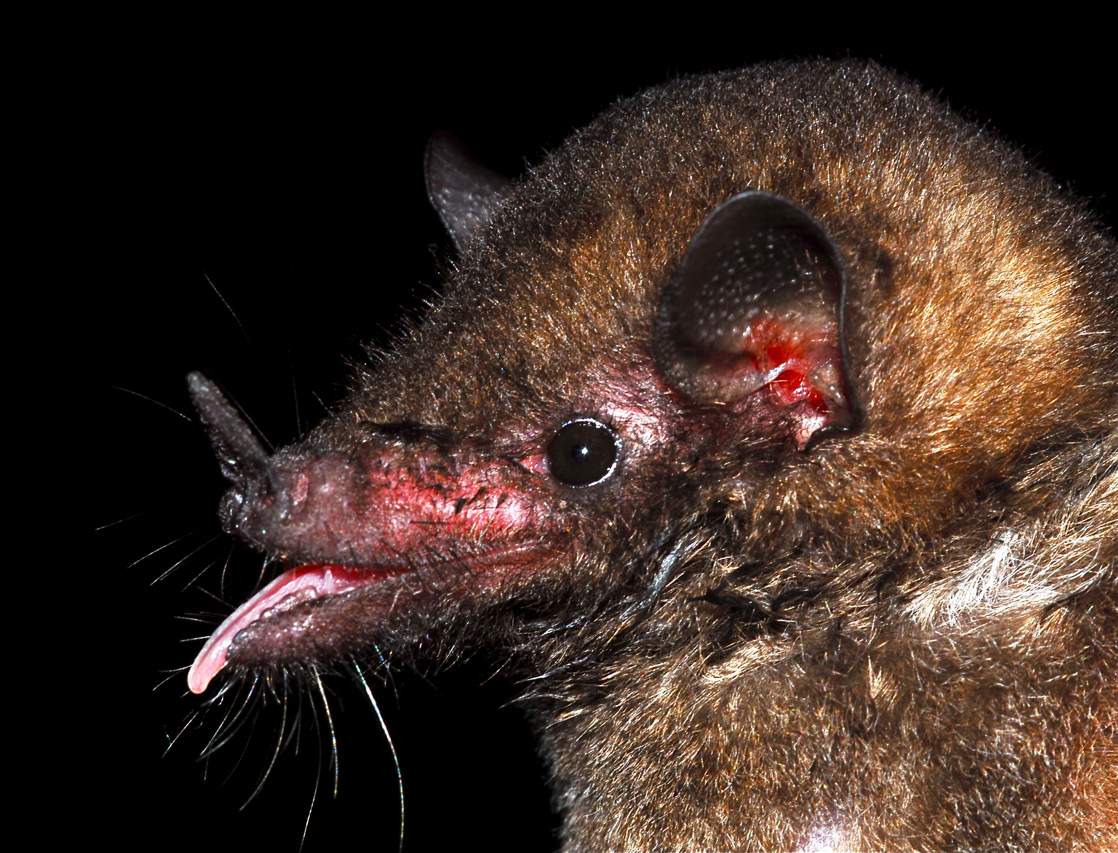
Morcego nectarívoro da espécie Lichonycteris obscura.

### Mamíferos
Os morcegos são polinizadores de algumas flores que se abrem à noite, têm um forte aroma e produzem néctar abundante, por exemplo, muitos tipos de cactos, paineiras e outras. Os morcegos mais especializados em se alimentar de néctar geralmente têm poucos dentes e algumas espécies possuem uma língua extremamente comprida, o que ajuda a alcançar o fundo dos tubos florais. Algumas plantas especializadas na polinização por morcegos têm até mesmo estruturas florais que ajudam na sua detecção através de ultrassons.
Outros mamíferos, tais como lêmures, macacos, marsupiais e alguns roedores visitam flores e realizam polinização, todos na maior parte das vezes atraídos por algum recurso nutricional disponível pelas flores.

### Outros grupos
Répteis como lagartos podem ser polinizadores.

### Outros invertebrados
Evidências experimentais mostraram invertebrados (principalmente pequenos crustáceos) atuando como polinizadores em ambientes subaquáticos. Foi demonstrado que os leitos de ervas marinhas se reproduzem dessa maneira na ausência de correntes. Ainda não se sabe o quão importantes os polinizadores invertebrados podem ser para outras espécies. Mais tarde, Idotea balthica foi descoberta para ajudar a reprodução de Gracilaria gracilis – o primeiro caso conhecido de um animal ajudando as algas a se reproduzirem.

## Declínio populacional de polinizadores
Diversos fatores têm levado a uma diminuição do número de polinizadores no mundo. Nos países onde as estatísticas e os monitoramentos são contínuos, foi evidenciada uma diminuição de polinizadores, principalmente no hemisfério Norte. Diversas causas estão associadas a essa diminuição, como as mudanças climáticas globais, o uso indiscriminado de pesticidas/agrotóxicos, a disseminação de agentes patogênicos  e doenças, a desnutrição causada nos animais devido às monoculturas, a destruição dos habitats naturais desses animais causadas por desmatamento, queimadas, urbanização, criação de áreas de pastagem, entre outros. O declínio dos polinizadores muitas vezes não pode ser definido por somente um desses fatores, mas sim por uma junção de vários deles. No geral, a interação de mais de um desses fatores tem um efeito estressante e prejudicial maior do que somente um deles atuando. A combinação de múltiplos fatores ao longo da vida desses animais também varia ao longo do tempo e espaço e, algumas vezes, alguns deles isoladamente não causam um efeito tão prejudicial, mas em determinada concentração ou combinação com outro(s) podem causar a mortandade de uma ou várias espécies responsáveis por este ecosserviço.

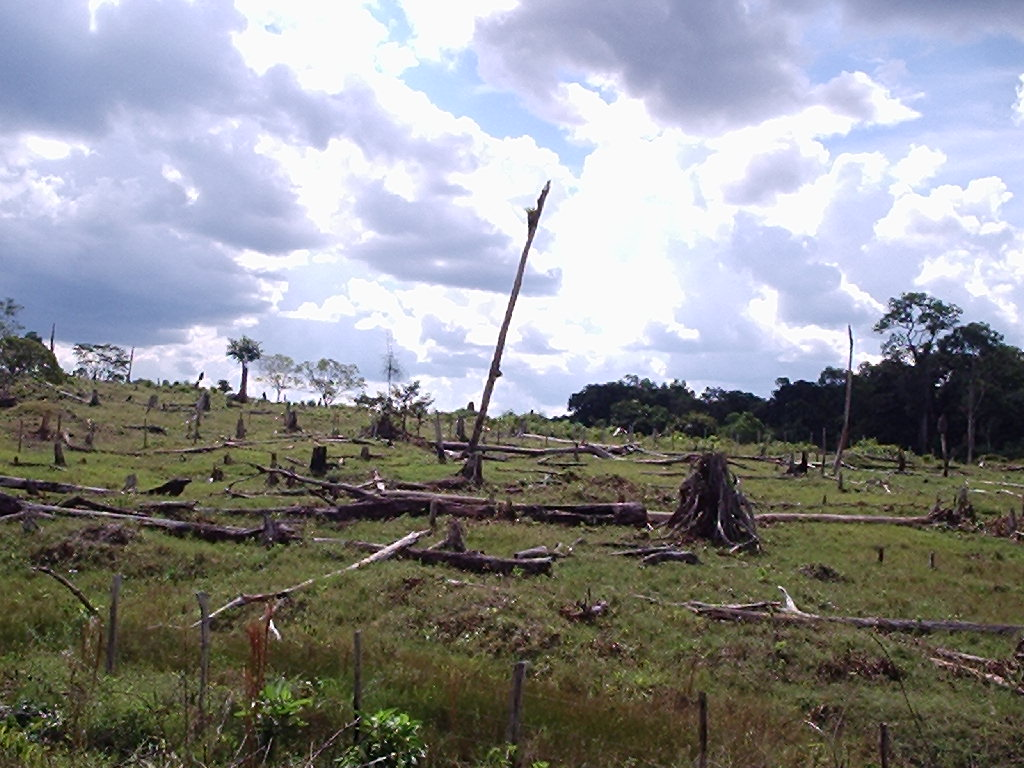
O desmatamento é um dos fatores que tem levado à diminuição populacional de polinizadores

Esse decaimento no número de polinizadores pode trazer diversos prejuízos para os seres humanos. Com a perda desses polinizadores haverá um declínio substancial da polinização cruzada, diminuindo então a variabilidade genética entre as espécies de plantas. Poderá ocorrerá também uma redução da qualidade e quantidade dos frutos gerados. Como há uma grande dependência desses animais para a cultura de muitas plantas utilizadas pelos seres humanos para alimentação ou para produção de produtos de matéria prima vegetal, com o desaparecimento dos mesmos haverá uma redução substancial do rendimento destas colheitas, podendo até mesmo levar a extinção de espécies vegetais. Segundo apresentado em um periódico da revista The Lancet, sob a perda total do serviço do polinizador, o fornecimento global médio de frutas pode diminuir em 22,9% (19,5-26,1), vegetais em 16,3% (15,1-17,7) e nozes e sementes em 22,7 1% (17,7–26,4).
Como é comprovado a importância desses polinizadores para a produção de diversos alimentos, deve-se também considerar os efeitos para a saúde e nutrição humana decorrentes do declínio populacional desses animais, uma vez que as plantas cultivadas dependentes de polinizadores produzem, e portanto nos fornecem através da alimentação, micronutrientes utilizados pelo nosso corpo, como vitaminas A e C, cálcio, ácido fólico. De acordo com a publicação “Importância dos polinizadores na produção de alimentos e na segurança alimentar global”, os polinizadores são responsáveis pelo aumento de produção de 35% da produção total de alimentos e por até 40% pelo suprimento global de micronutrientes como vitamina A.  O estudo infere que cerca de 50% de plantas que são fontes de vitamina A no sudoeste da Ásia dependem da polinização biótica. Outrossim, foi verificado um aumento nutricional em alimentos polinizados por abelhas.

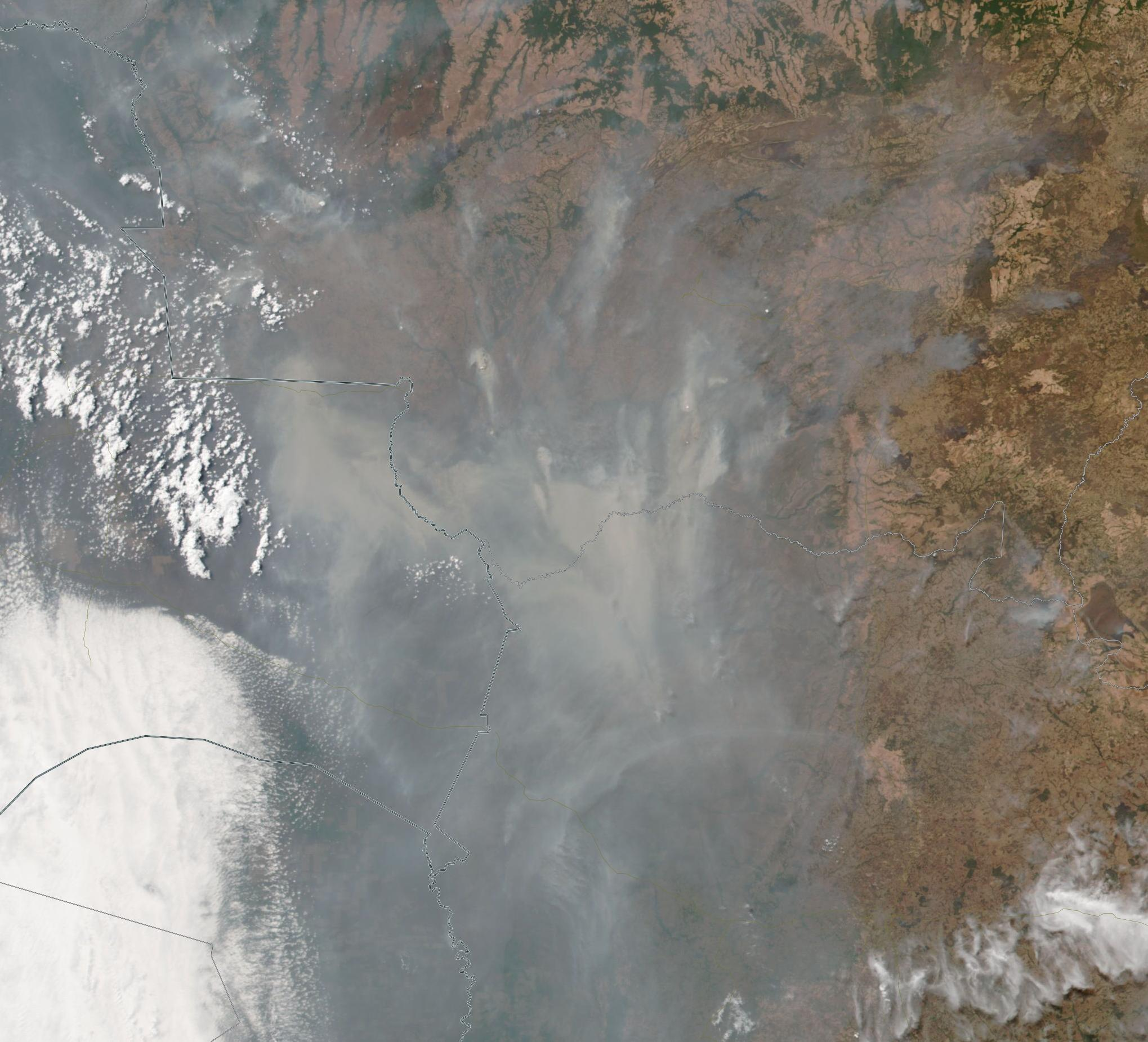
Os incêndios contribuem para o declínio populacional de polinizadores.Incêndios no Pantanal visto por satélite. Setembro de 2020.

Segundo o estudo “Efeitos da diminuição dos polinizadores animais na nutrição humana e na saúde global: uma análise de modelagem”, o declínio dos polinizadores animais pode causar prejuízos significativos à saúde global, tanto de doenças não transmissíveis quanto de deficiências de micronutrientes. Neste estudo foi estimado que a perda completa de polinizadores animais globalmente colocaria um adicional de 71 milhões de pessoas em risco de deficiência de vitamina A. As mesmas perdas de polinizadores animais colocariam um adicional de 173 milhões (134-225) de pessoas em risco de deficiência de folato. A perda total do serviço do polinizador levaria a cerca de 1,42 milhões (1,38-1,48) de mortes adicionais por ano por doenças não transmissíveis e relacionadas à desnutrição, e 27 milhões (25,8-29,1) anos de vida perdidos ajustados por incapacidade, do inglês disability-adjusted life-years (DALYs), por ano, equivalente a um aumento de 2,7% no total de mortes anuais e 1,1% dos DALYs (anos de vida perdidos ajustados por incapacidade) anuais.
O declínio dos polinizadores relaciona-se também com a economia global. Os serviços ecossistêmicos resultantes da polinização, principalmente aqueles relacionados a agricultura, tem um prejuízo financeiro grande em decorrência do declínio dos polinizadores, o valor dos serviços ecológicos, a maioria fora do mercado, foi estimado na faixa de US $ 16-54 trilhões por ano, com uma média de US $ 33 trilhões por ano. Os serviços prestados por polinizadores nativos (espécies não abelhas) são estimados em U$ 4,1 bilhões por ano somente para a agricultura dos Estados Unidos. O valor da contribuição global anual de polinizadores para as principais culturas dependentes de polinizadores é estimado em mais de US $ 54 bilhões. Como consequência do declínio das populações de polinizadores e às alterações na forma de cultivo, um número crescente de agricultores em todo o mundo está pagando pelos serviços de polinização com a importação e aumento de polinizadores não nativos para garantir a produção agrícola, para não sofrerem grandes perdas econômicas em suas plantações. Em países em desenvolvimento, os serviços de polinização já estão tão debilitados que as comunidades rurais têm que viver com quantidade, qualidade e diversidade reduzidas de alimentos. Inclusive, em algumas plantações de tomates na China, levou os agricultores chineses a mimetizarem manualmente a polinização antes realizadas pelos insetos.

## Declínio populacional de abelhas
Uma das principais preocupações atualmente nessa área é a diminuição global da população de abelhas. As alterações antrópicas no meio ambiente tem gerado consequências que prejudicam o modo de vida e até mesmo impossibilitam a sobrevivência das abelhas já que alteram o ambiente de forma radical. As principais causas relacionadas com o decréscimo populacional das abelhas são (muitas vezes elas estão interligadas entre si):
- Destruição dos habitats naturais das abelhas causado pela ação humana com o intuito comercial, ampliação de áreas de pastagens para criação de gado, queimadas e também pelo processo de urbanização. Como resultado, há a alteração do equilíbrio ambiental preexistente, que impacta diretamente na disponibilidade de recursos utilizados pela abelha. A perda de habitats naturais também gera a destruição de locais de ninhos desses animais. Outro problema é a fragmentação do território, isso faz com que essas espécies fiquem isoladas diminuindo assim a variabilidade genética e gerando estresse causado pelo transporte a longas distâncias.
- Variações climáticas: Mudanças climáticas causadas por alterações ambientais (como por exemplo queimadas e desmatamento) em crescimento ao longo dos últimos anos, têm alterado os ciclos sazonais. Isso afeta o desenvolvimento da planta, visto que muitas plantas realizam o processo de maturação em determinadas épocas/estações do ano, e como há a relação direta entre planta-polinizador, essa variação prejudica o mutualismo existente entre as espécies.Varroa destructor em pupa de abelha

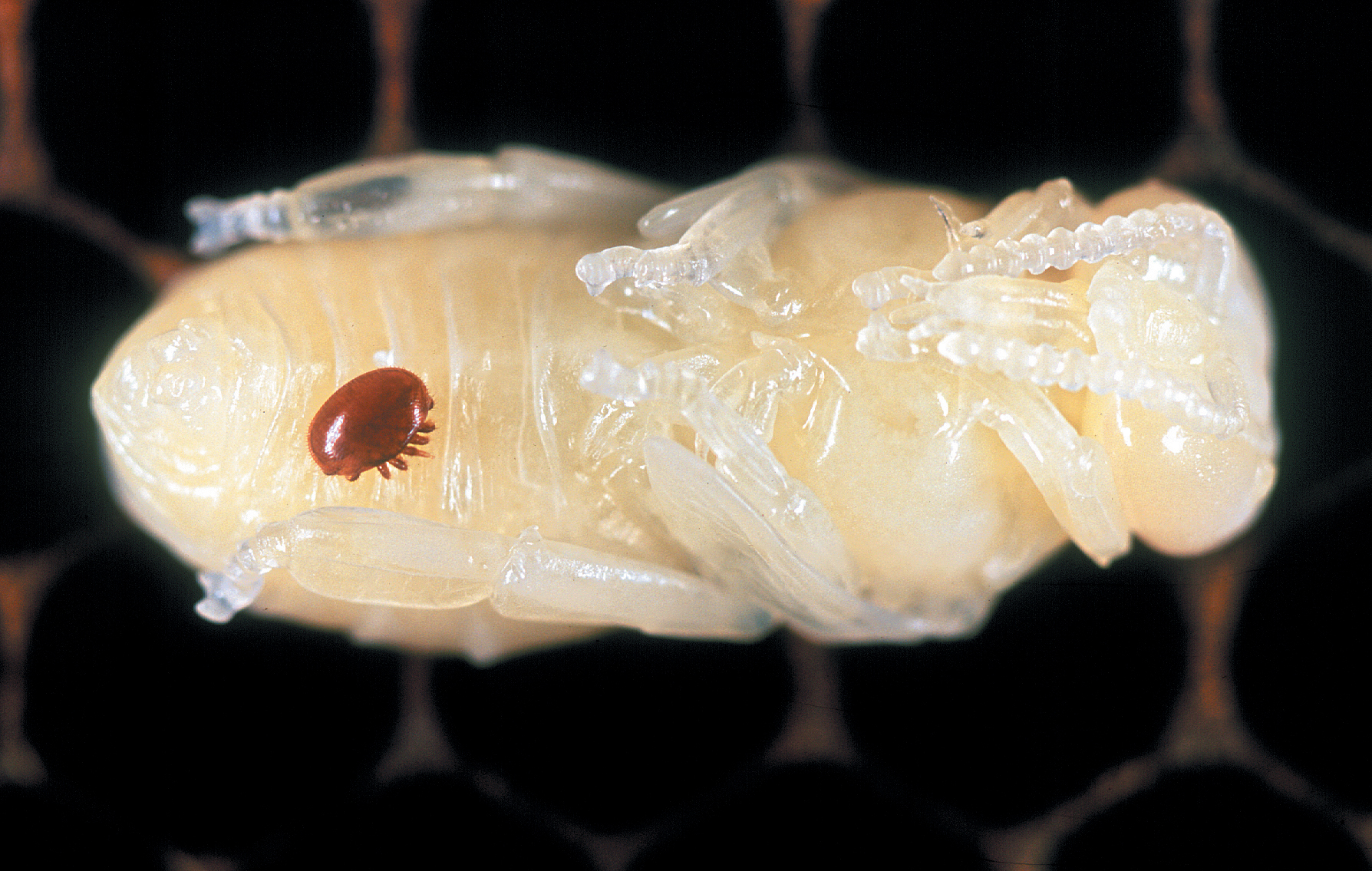
Varroa destructor em pupa de abelha

- Agentes patogênicos e doenças: As abelhas sofrem naturalmente de uma ampla gama de parasitas, parasitóides e patógenos, os últimos incluindo protozoários, fungos, bactérias e vírus.[28] Esses agentes, por ação humana, têm sido acidentalmente deslocados para diferentes regiões do planeta, se tornando uma ameaça crescente para abelhas de regiões anteriormente não afetadas que possuem pouca resistências à esses patógenos. O vetor patogênico mais conhecido, é o ácaro ectoparasita Varroa destructor, originalmente associado a espécie de abelha Apis cerana, presente na Ásia, mas que também começou a parasitar a Apis mellifera, espécie predominante nas Américas e Europa. Varroa destructor  se alimenta da hemolinfa de seu hospedeiro, causando a doença Varroatose e também é o vetor de vírus que afetam a morfologia das abelhas.
- Agrotóxicos/pesticidas: O uso indiscriminado de pesticidas em lavouras, no quais são comumente aplicados como tratamento de sementes e são sistêmicos dentro das plantas, espalhando-se através dos tecidos vegetais e encontrados no pólen e néctar de plantas com flores. No processo de coleta do pólen e néctar pelas abelhas, essas introduzem em seu organismo os compostos tóxicos presentes nos inseticidas. Portanto as abelhas são crônica e frequentemente expostas a esses coquetéis de pesticidas ao longo de seu desenvolvimento. Um exemplo são os Neonicotinóides (mais novos das principais classes de inseticidas) que apresentam neurotoxinas que debilitam o sistema nervoso central das abelhas, causando a desorientação, paralisia e morte. O uso indiscriminado desses produtos pode levar ao declínio do número de abelhas por causar a sua morte direta ou por efeitos subletais da exposição, como a reduções no aprendizado e habilidade de forrageamento), os quais são essenciais para a sobrevivência das abelhas. O uso indiscriminado de agrotóxicos também pode afetar à resistência das abelhas a possíveis patógenos já que podem prejudicar mecanismos de resposta imunológica delas.

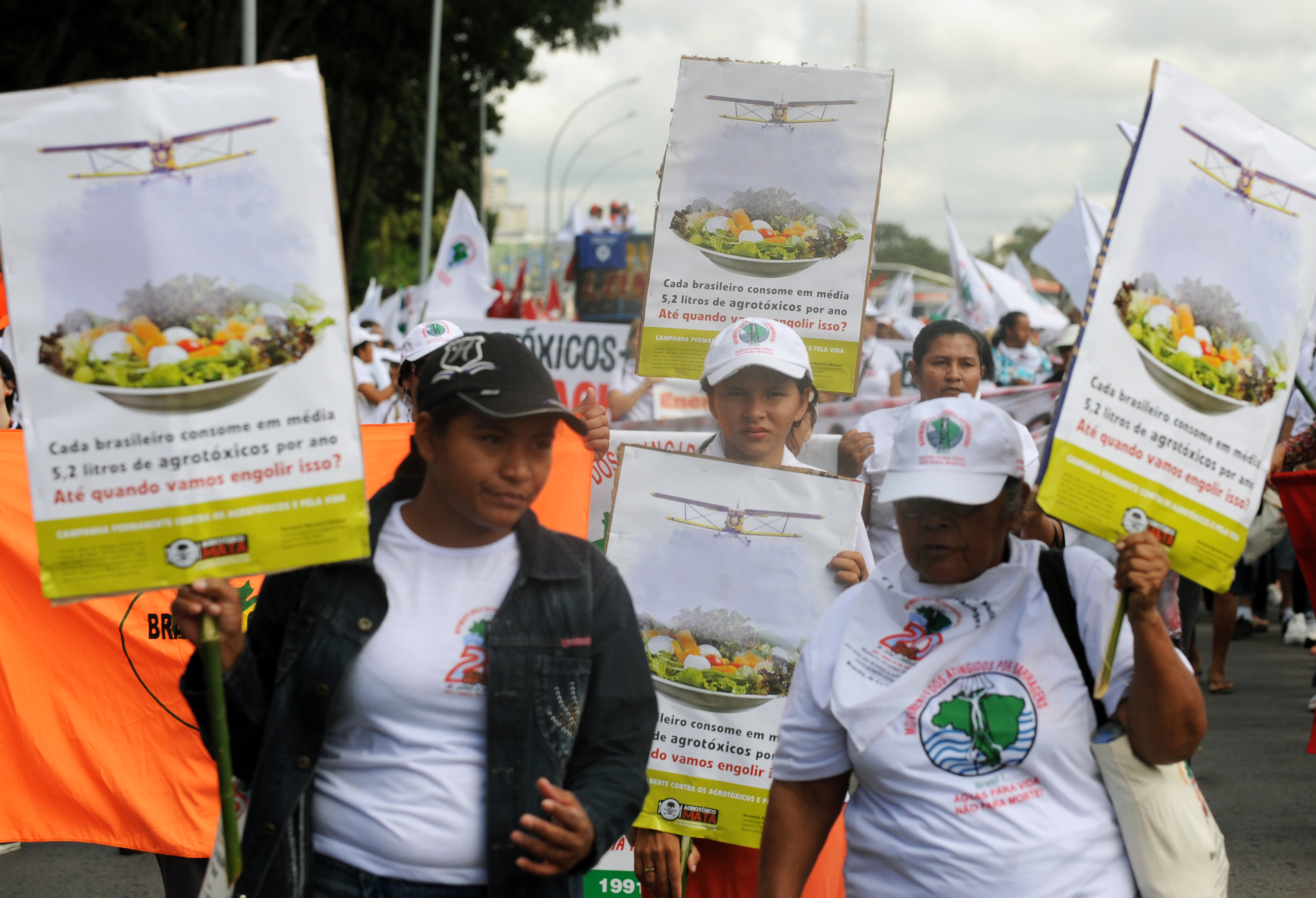
Campanha contra agrotóxicos e pela vida

- Competição: A competição entre as espécies pela obtenção de recursos da planta, é outro fator a ser discutido como causa para o declínio das abelhas. Como consequência de desmatamentos, queimadas e outras situações que impactam nas vegetações, há a diminuição das plantas a serem polinizadas e, com isso, há competição pela obtenção das poucas flores que ainda apresentam recursos. A introdução de espécies exóticas é outro fator que causa a competição.
- Dietas baseadas em um alimento (devido à monoculturas): áreas de fazendas cultivadas intensamente fornecem poucas flores silvestres, e em contrapartida oferecem uma grande quantidade de somente uma variedade de flor, isoladas espacialmente e temporariamente. A composição de pólen e néctar de diferentes plantas é diferente e isso gera uma variabilidade na dieta em condições normais. A qualidade e a diversidade do pólen influenciam a longevidade, fisiologia e resistência ou tolerância a doenças.[28] Em monoculturas não se tem essa diversidade de tipos de pólen e néctar, o que pode levar à desnutrição das abelhas daquela região, já que estas baseiam toda a sua dieta em só um tipo de alimento de cada vez.  Isso também pode fazer com que o nível de toxinas, que podem ser encontradas em algumas dessas plantas, sejam consumidas em níveis muito altos e isso acaba sendo prejudicial para a abelha.
- Febre do transporte: o estresse causado pelo transporte desses insetos em longas distâncias pode ser um fato que contribui para a perda de colônias.
- Manejo inadequado: além de ser um fator estressante para as abelhas, ele também ocasiona a morte das crias por formigas, a destruição de ninhos e a destruição das árvores que são utilizadas para construção de ninhos novos. Esses fatores relacionados com um manejo inadequado causam uma diminuição populacional das abelhas.

As abelhas são responsáveis pela polinização de 70% das culturas agrícolas, tanto de alimentos ou de matéria prima. Portanto, a perda desses polinizadores pode trazer diversos prejuízos para a produtividade dessas culturas.

## Conservação (Mitigação)
O levantamento das preferências florais, saber quais espécies são generalistas e quais são especialistas, bem como quais delas se sobrepõem, pode ser uma possível forma de entender as necessidades ecossistêmicas para manter as populações de polinizadores. Aplicando-se este conhecimento na agricultura, seria possível consorciar plantas atrativas para melhora do desempenho das culturas.
Em outubro de 1998, o Ministério do Meio Ambiente do Brasil organizou na cidade de São Paulo um workshop internacional para propor as bases de uma iniciativa internacional sobre os Polinizadores e sua importância no apoio e manutenção da produtividade terrestre, assim como os desafios que enfrentam devido às alterações antrópicas. Em 1999 a Convenção sobre Diversidade Biológica ratificou o documento deste workshop, a Declaração de São Paulo sobre Polinizadores. Os princípios fundamentais desta declaração foram: monitoramento do declínio de polinizadores, suas causas e seus impactos; redução do impedimento taxonômico sobre os polinizadores; avaliação do impacto econômico na agricultura com o declínio; conservação, restauração e uso sustentável dos recursos. Todavia, as medidas e discussões globais acerca da preservação dos organismos polinizadores e a crescente preocupação com a segurança alimentar não foram suficientemente eficazes para evitar a liberação e até mesmo o contrabando de diversos pesticidas e agrotóxicos no Brasil, dentre eles muitos que já foram proibidos em vários países. Diante do conflito de interesses entre grandes produtores e o grande problema da queda de polinizadores, existe uma possível via para redução de impactos.

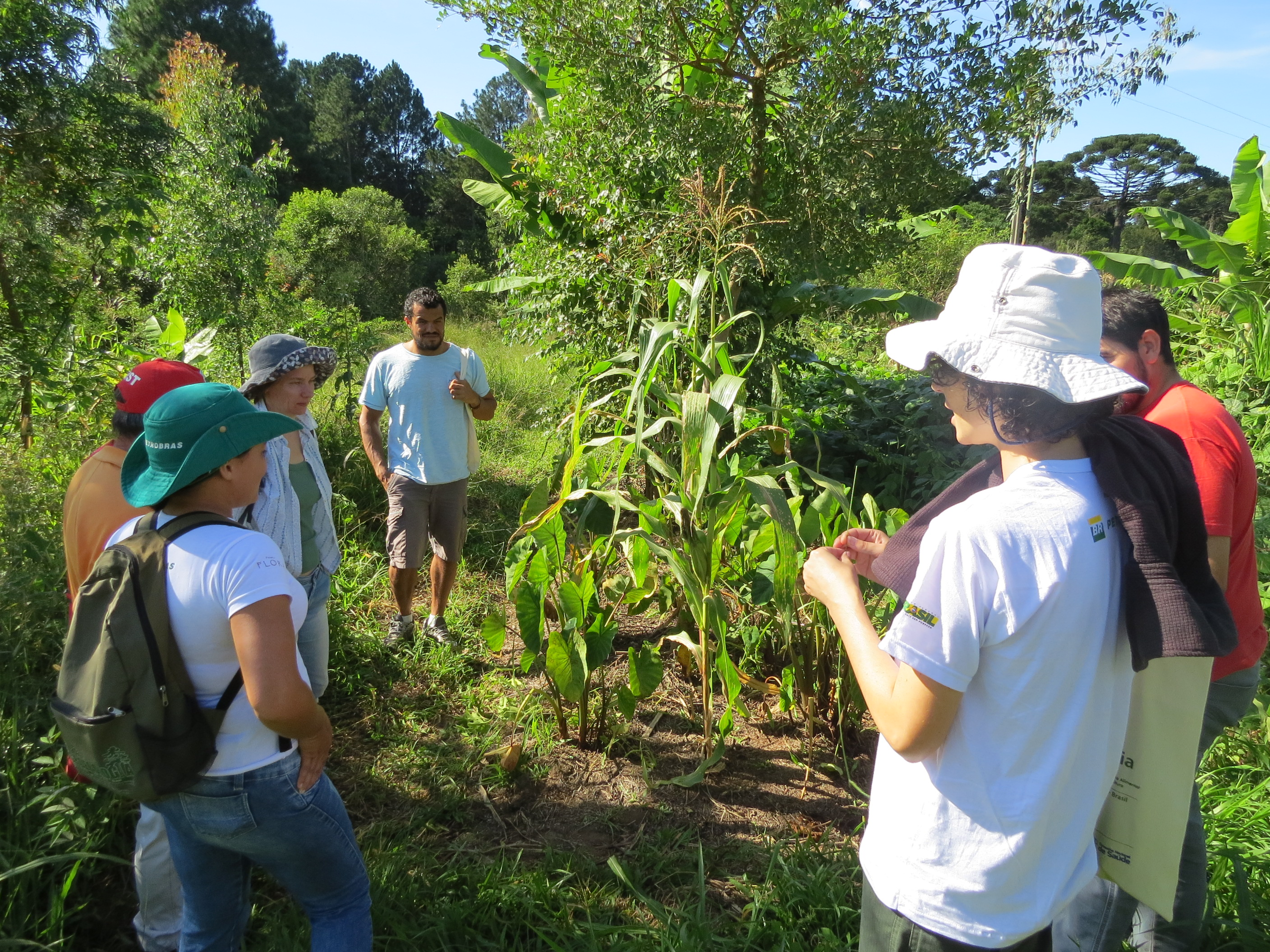
A agroecologia como alternativa de conservação para o combate do declínio populacional dos polinizadores

A agroecologia é uma alternativa para combater o declínio de animais polinizadores, visto que se compromete com a manutenção da biodiversidade nos meios de cultura, restringindo o uso de pesticidas, agrotóxicos, fertilizantes e outros produtos de natureza quimiossintética, os quais já foram avaliados como motivadores desse decréscimo. De fato, a transição completa para sistemas agroecológicos se faz difícil em um país cuja dimensão territorial e de produção alimentícia é continental. Todavia, medidas como manutenção da mata adjacente às culturas, consórcio de plantas e redução de inseticidas através da troca por controle biológico, podem se mostrar eficazes até que haja uma transição maior. Haja vista que os organismos polinizadores também incrementam a produção de diversas culturas, aumentando sua a qualidade e propiciar um ambiente receptivo para os organismos que realizam este serviço ecossistêmico também é investir na qualidade dos produtos de origem vegetal.
Como supracitado, a conservação da mata adjacente a área de cultivo também apresenta efeito positivo na qualidade dos alimentos, além de ser uma possível forma de mitigar impactos negativos. Por exemplo, o cafeeiro não depende de polinizadores naturais, mas a produção dos cafezais cercados de mata com abelhas nativas aumentou 15% em comparação com a de cultivados em áreas abertas, na Zona da Mata, de acordo com um estudo da Universidade Federal de Viçosa. Também sabe-se que, estufas para produção de morangos com a presença de abelhas das espécies S. depilis e N. testaceicornis contribuem para o aumento de peso e para boa formação dos frutos.
No Cerrado a manutenção do fluxo gênico entre espécies da flora depende da riqueza de polinizadores, assim como de dispersores de sementes.

## Galeria de imagens

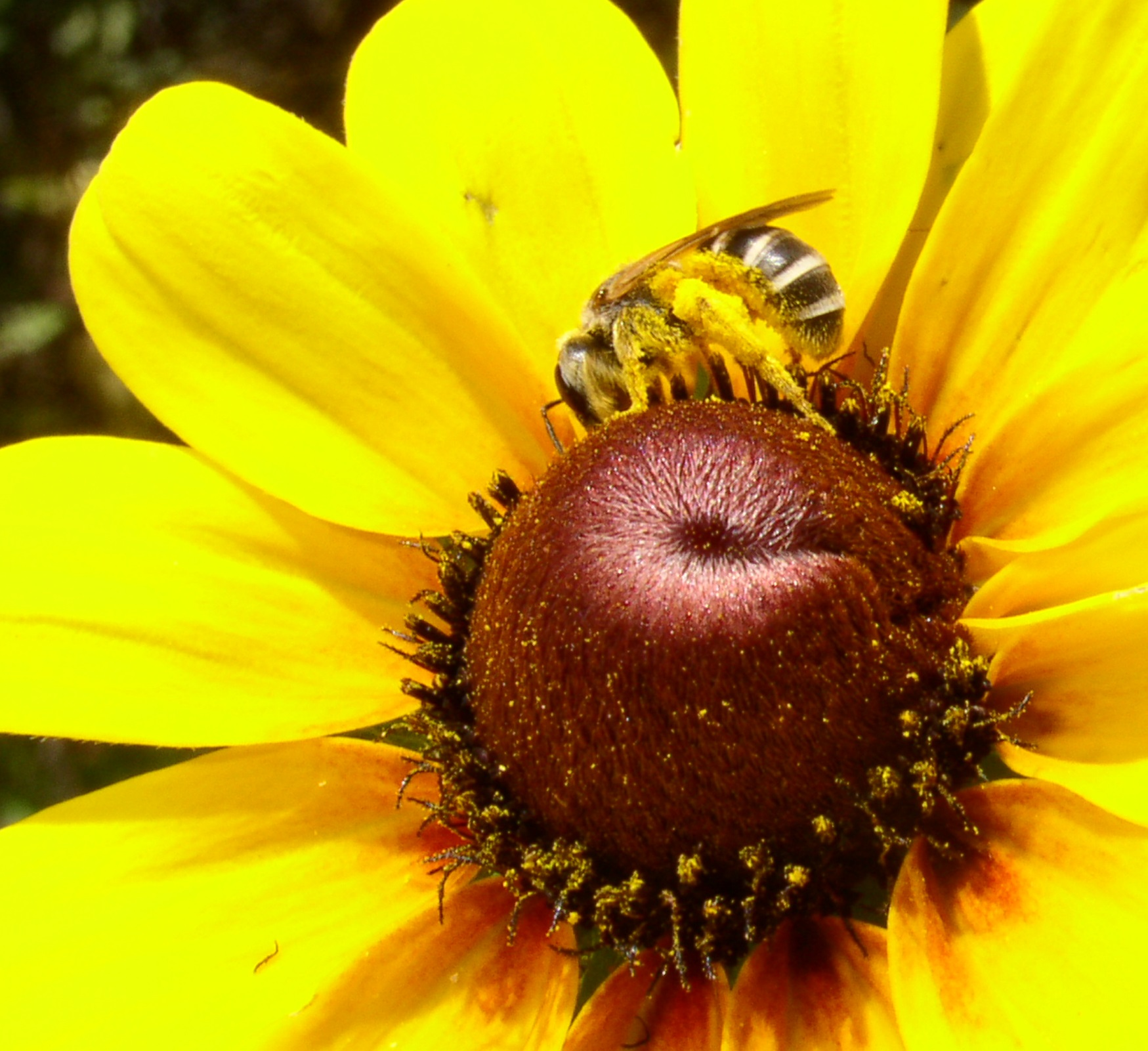
Abelha Halictidae, Halictus sp.
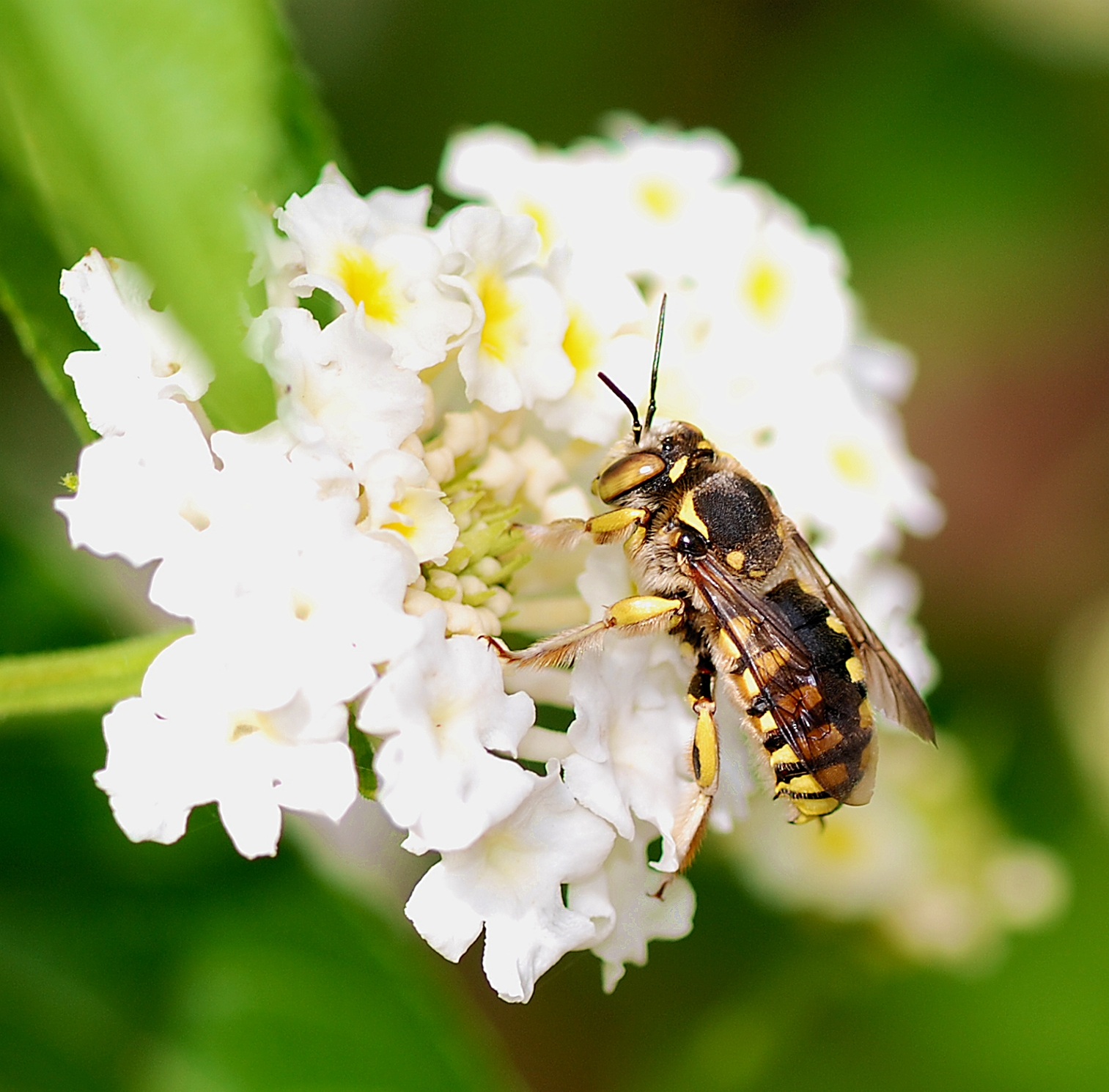
Abelha Megachilidae, Anthidium florentinum.
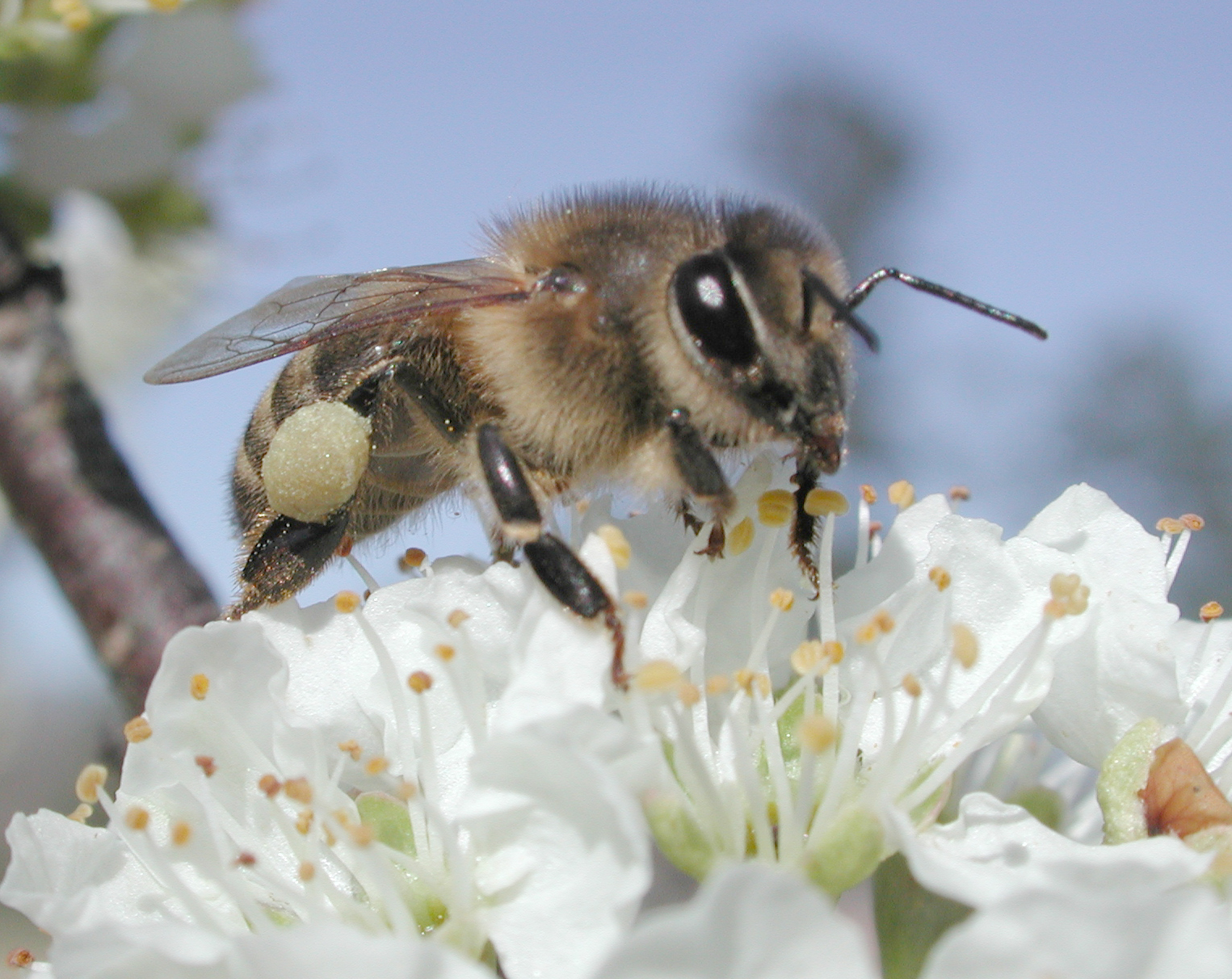
Abelha melífera com pólen na perna traseira.
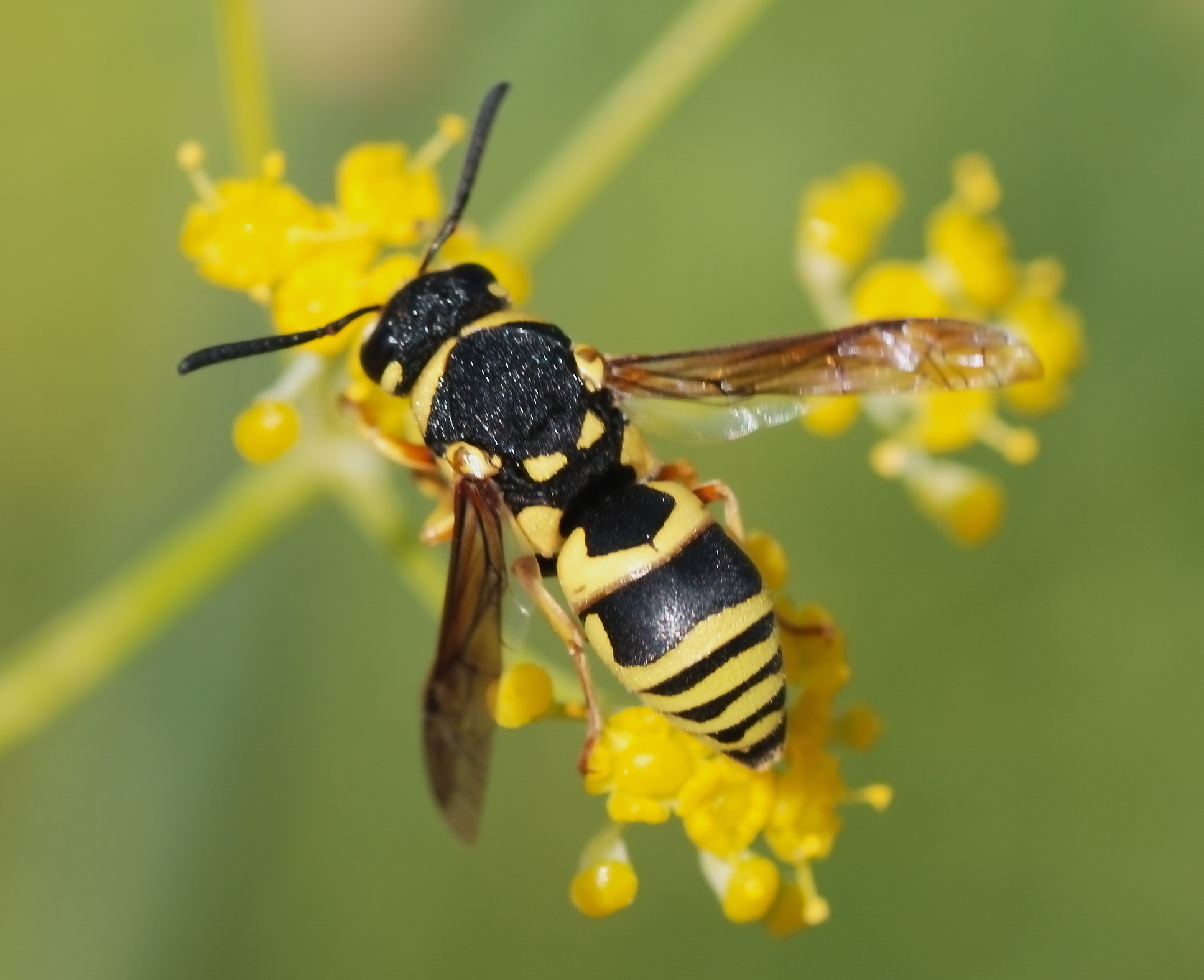
Vespa Eumeninae.
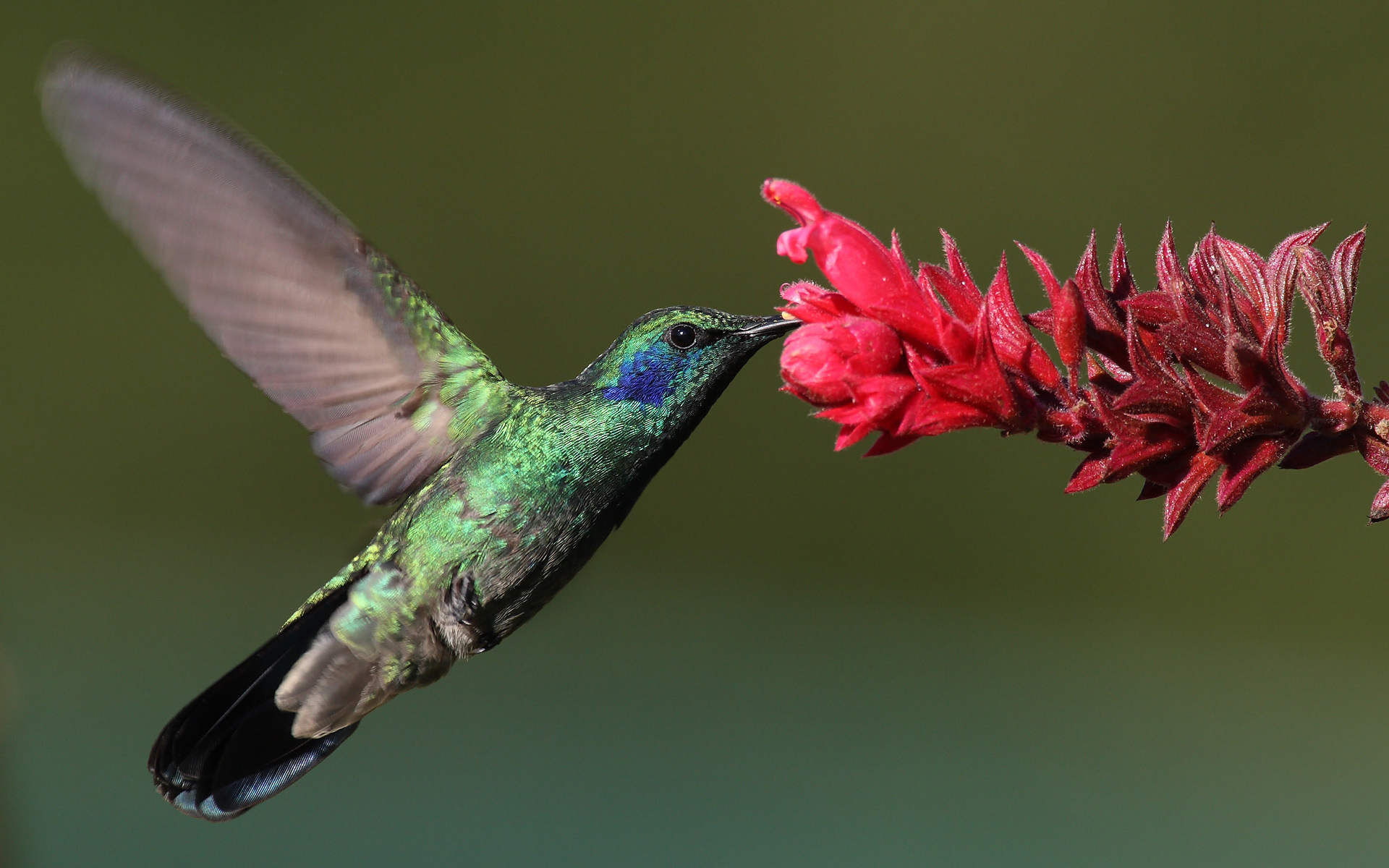
Beija-Flor Colibri thalassinus, no Panamá.
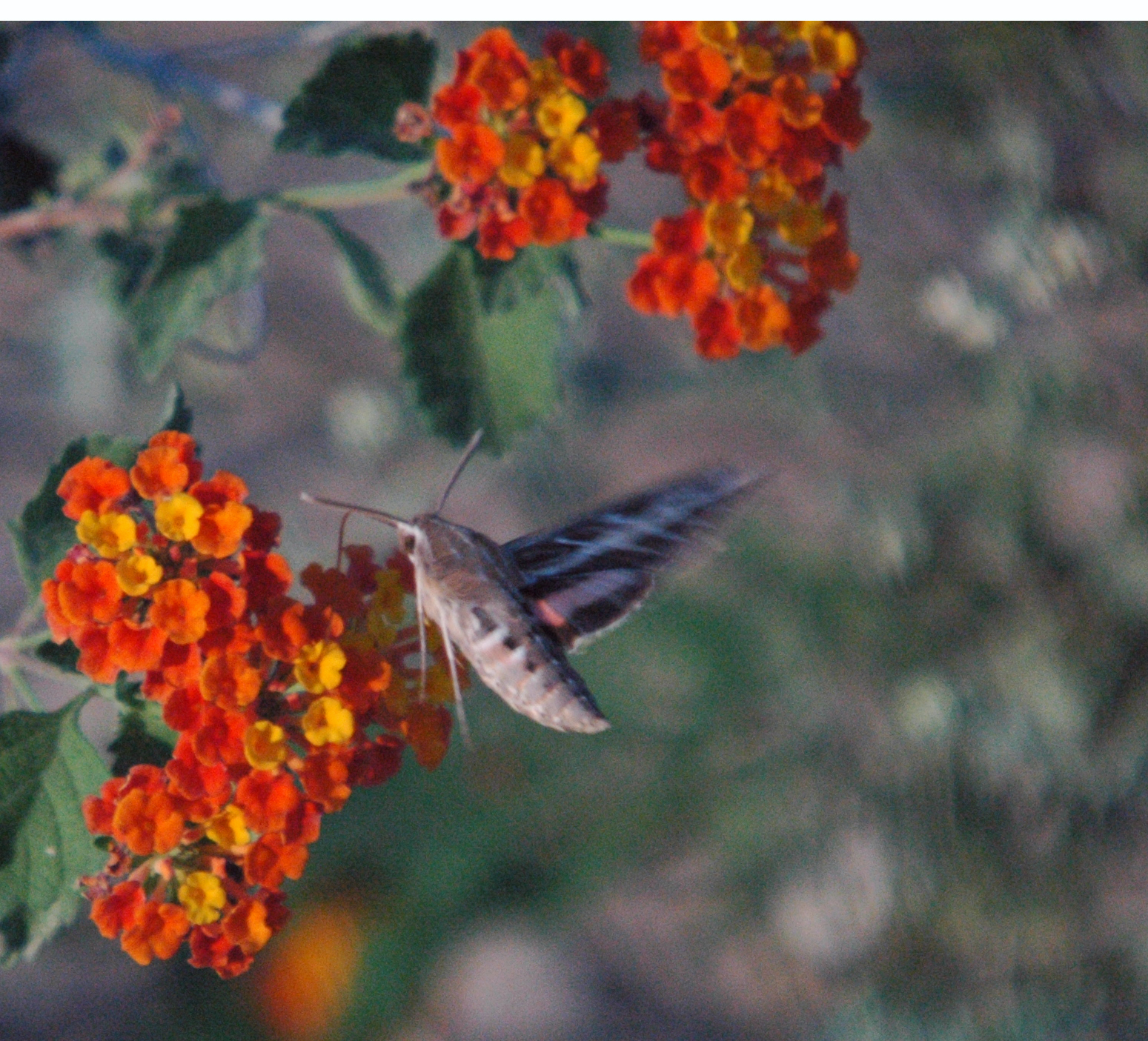
Mariposa Esfingídea, Hyles lineata.
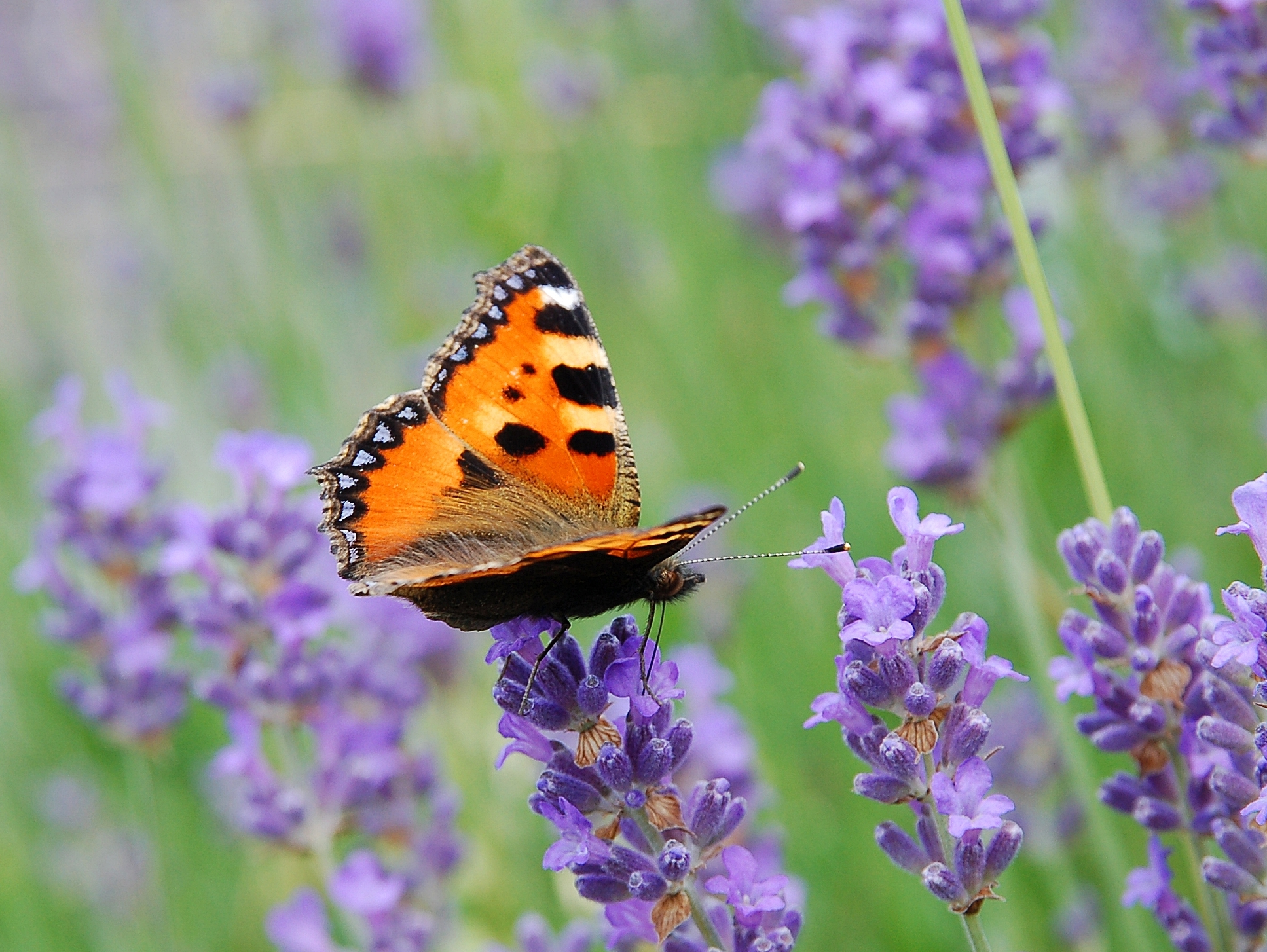
Borboleta.
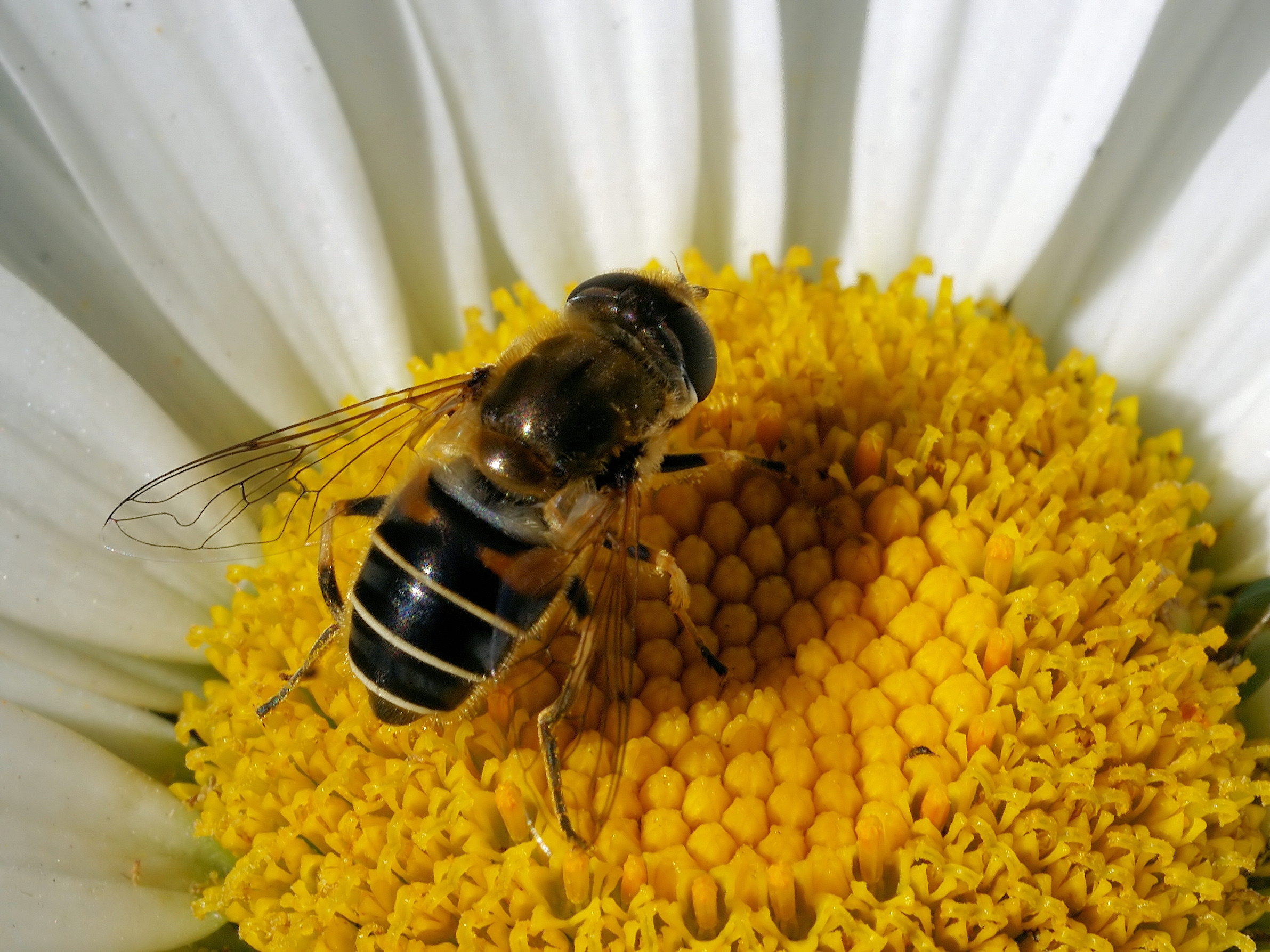
Mosca Syrphidae, Eristalis arbustorum em uma margarida.
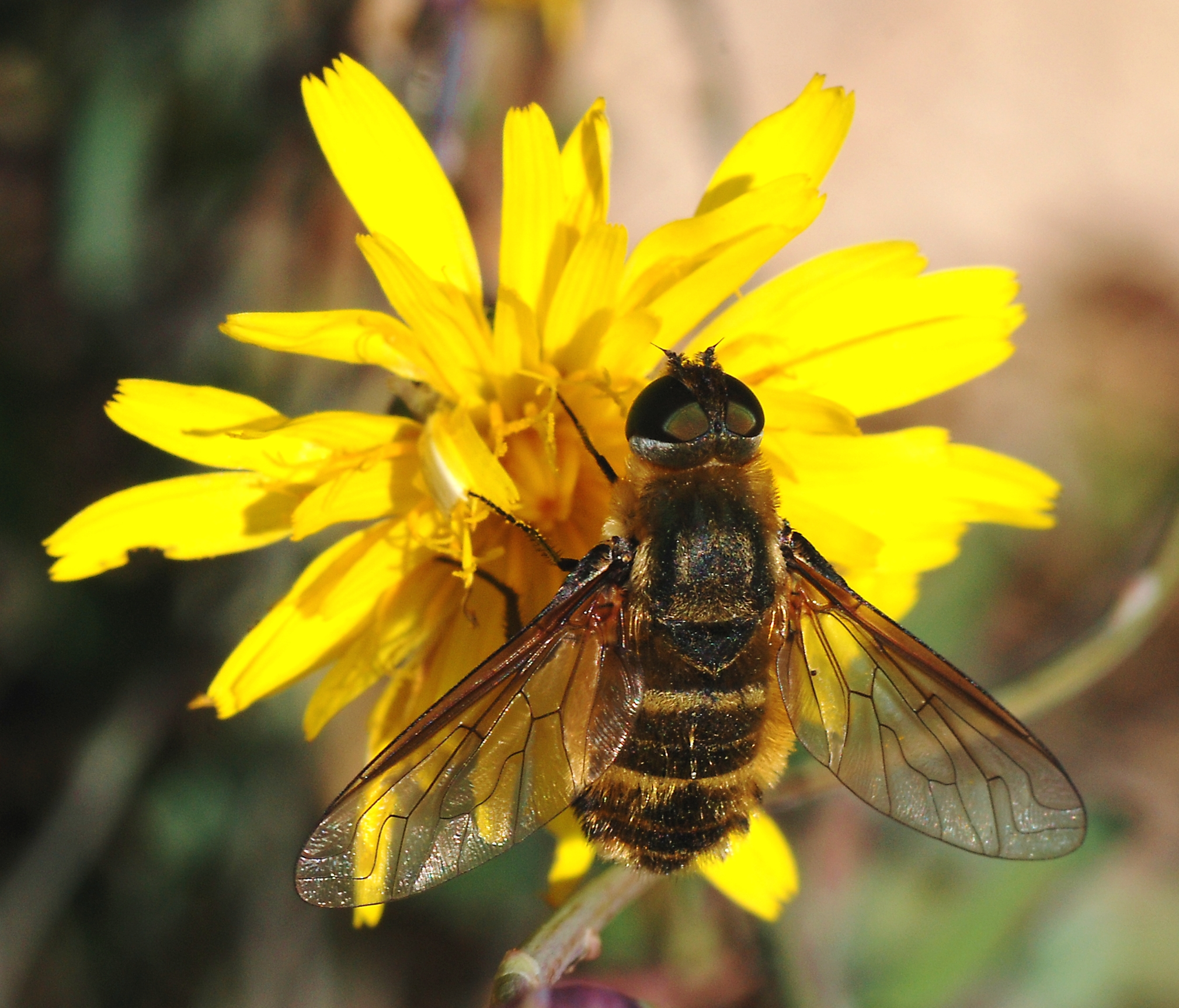
Mosca da família Bombyliidae, Villa sp.
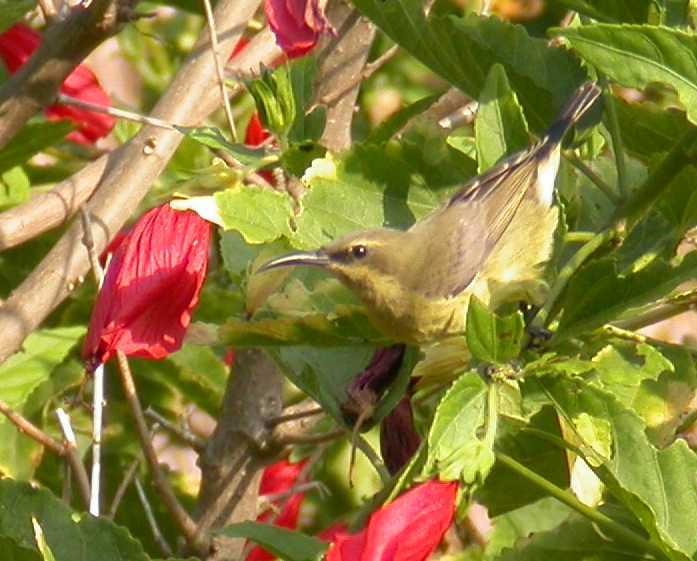
Fêmea de Pássaro-do-Sol Nectarinia cuprea, em Uganda.
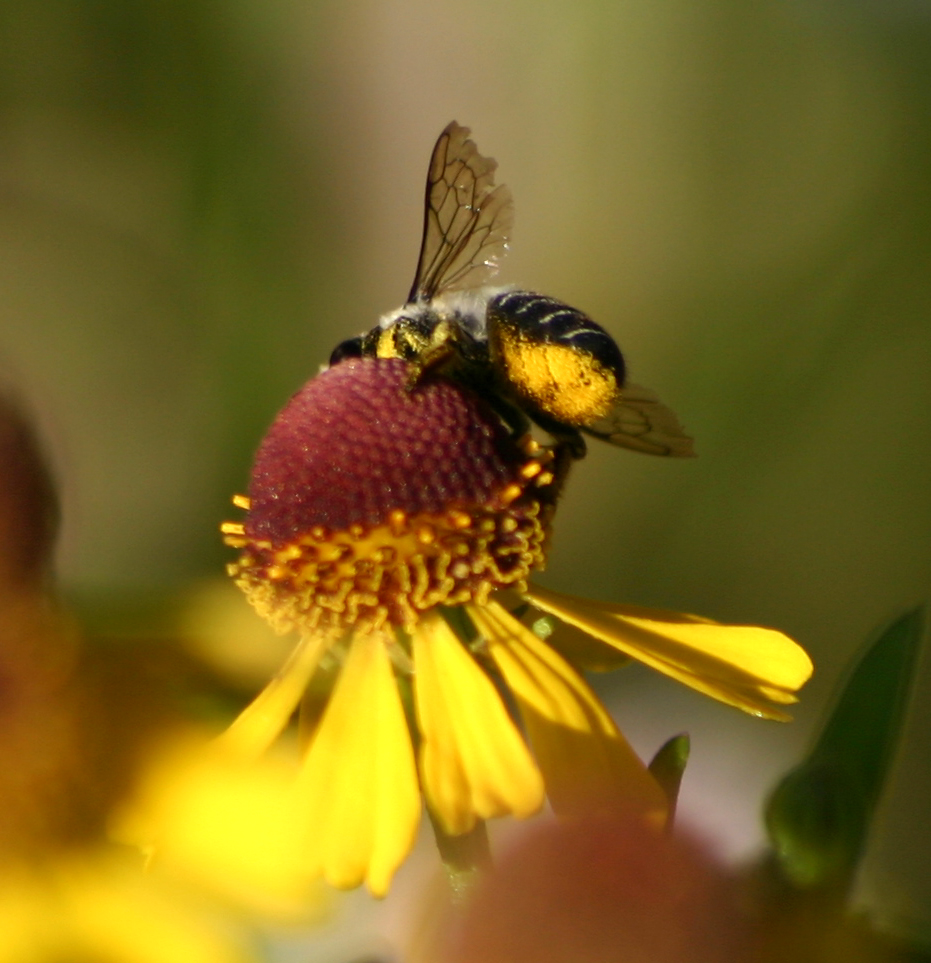
Escopa (suporte de pólen) de abelha Megachilidae.
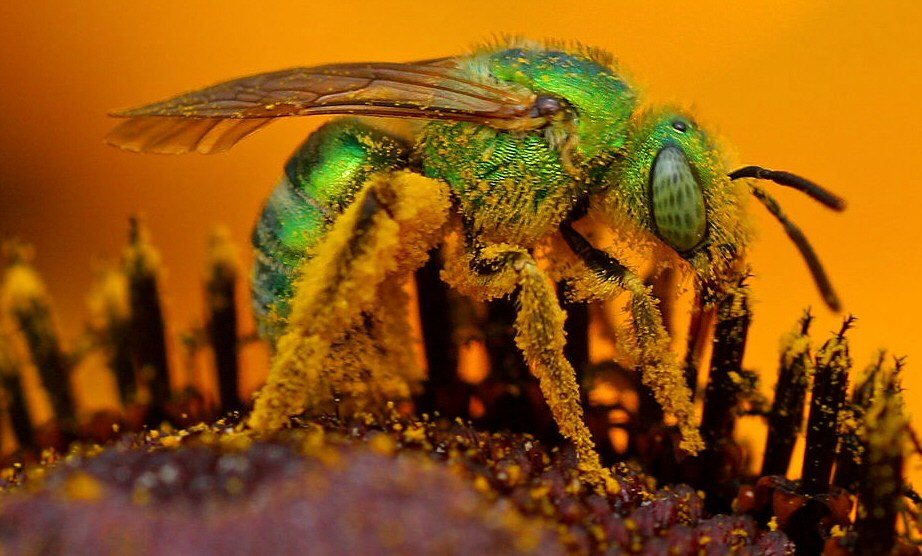
Abelha Halictidae com pólen aderido.
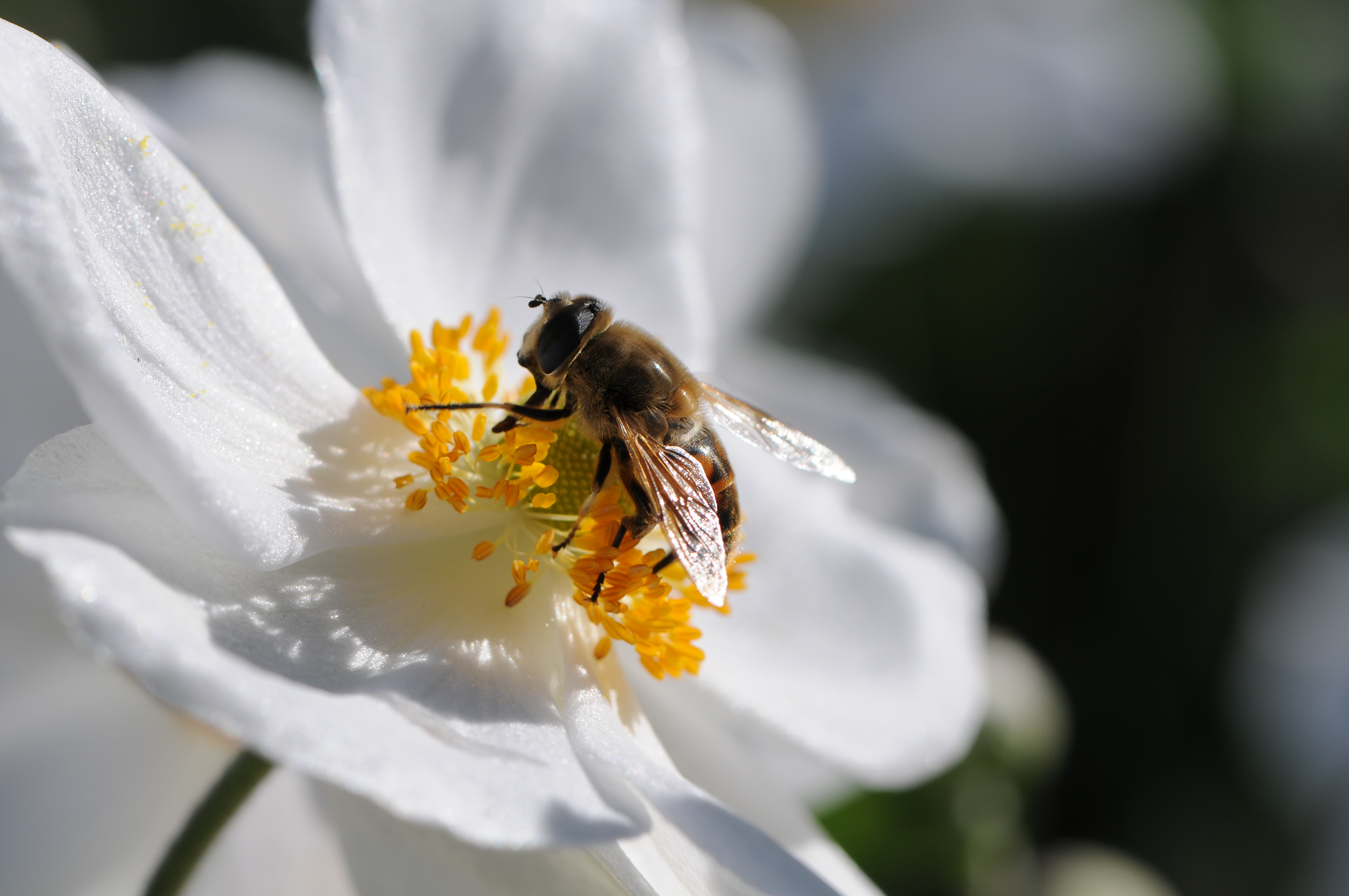
Sirfídeo em uma Anêmona.
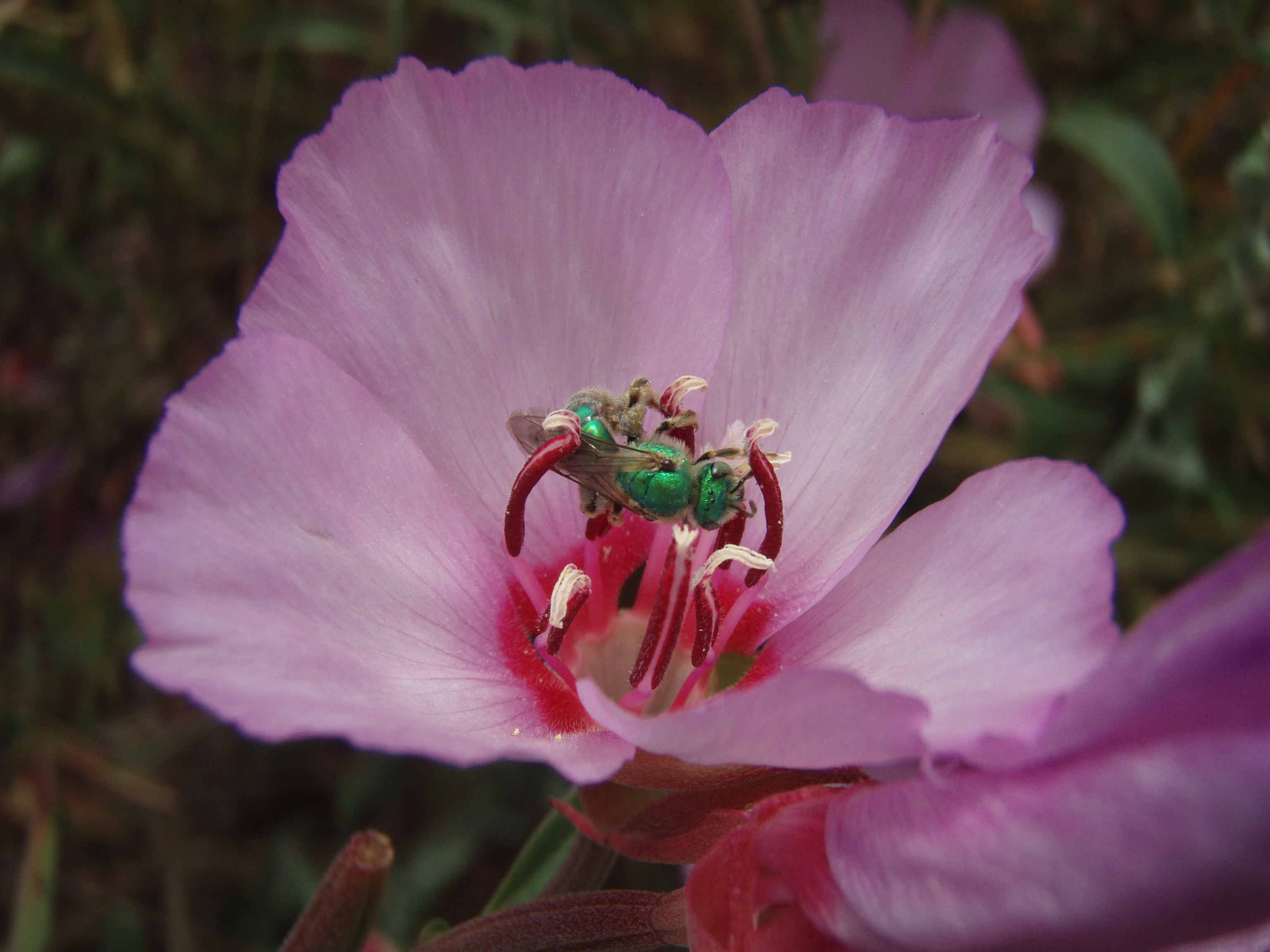
Abelha Halictidae.
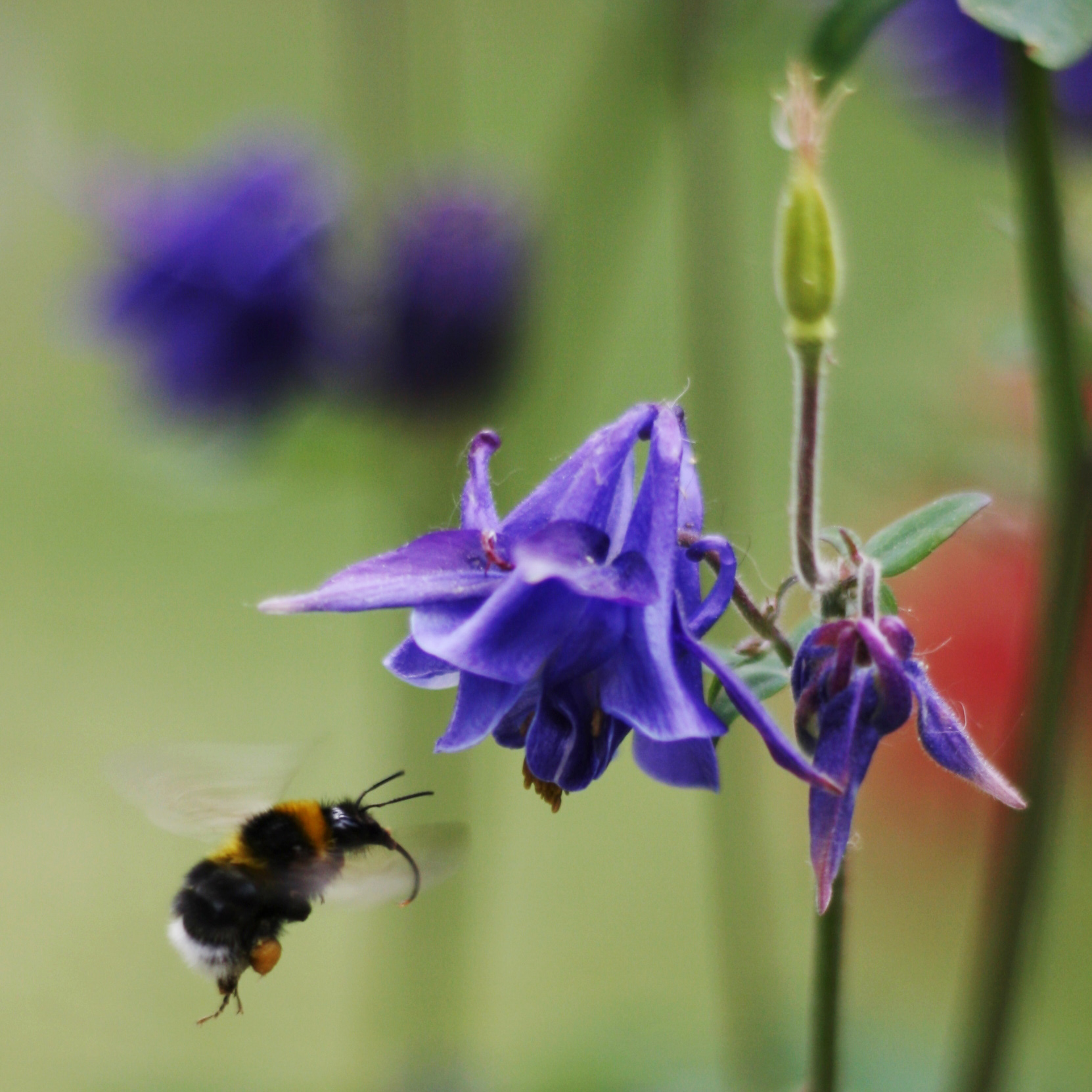
Abelha voando a uma Aquilegia vulagris.